# Schneebergbahn

Übersichtskarte der Schneebergbahn von 1897

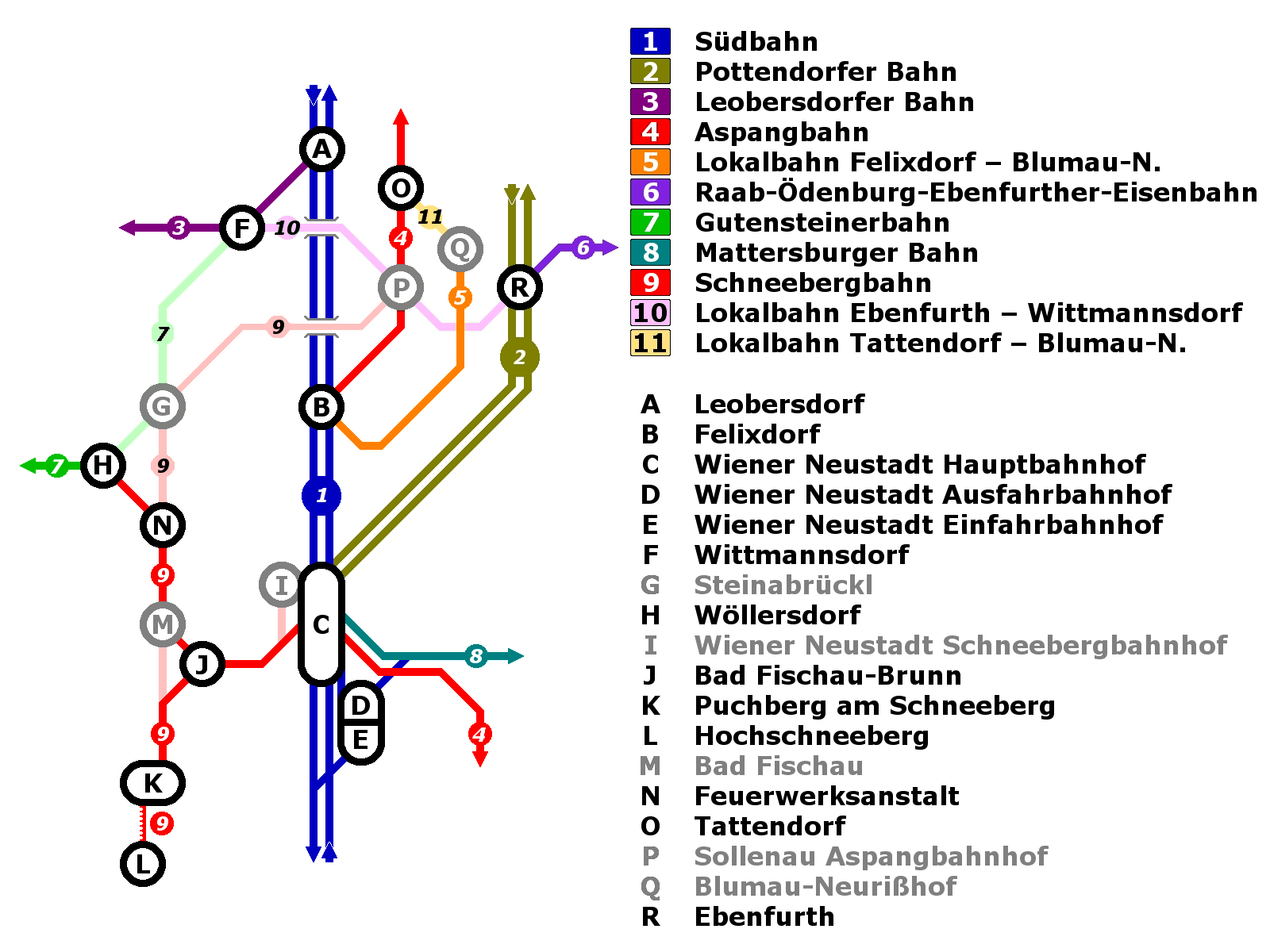
Eisenbahnstrecken im Raum Wiener Neustadt

| Bahnhof Puchberg am Schneeberg kurz nach der Eröffnung |                                                                                          |                                         |                                         |
| Streckennummer (ÖBB): | 163                                                                                      |                                         |                                         |
| Kursbuchstrecke (ÖBB): | 522                                                                                      |                                         |                                         |
| Streckenlänge: | 28,205 km                                                                                |                                         |                                         |
| Spurweite: | 1435 mm (Normalspur)                                                                     |                                         |                                         |
| Netzkategorie: | B1 (Wiener Neustadt – Bad Fischau-Brunn) B2 (Bad Fischau-Brunn – Puchberg am Schneeberg) |                                         |                                         |
| Maximale Neigung: | 44 ‰                                                                                     |                                         |                                         |
| Minimaler Radius: | 152 m                                                                                    |                                         |                                         |
| Streckengeschwindigkeit: | 110 km/h                                                                                 |                                         |                                         |
| |                                                                                          |                                         |                                         |
| \| \| \| Südbahn von Wien Hauptbahnhof \| \| \| \| −1,519 \| Wiener Neustadt Hbf \| Wiener Neustadt Hbf \| \| \| 0,000 \| Wiener Neustadt Schneebergbahnhof \| Wiener Neustadt Schneebergbahnhof \| \| \| \| Mattersburger Bahn nach Sopron \| \| \| \| \| Aspangbahn nach Aspang \| \| \| \| \| Südbahn nach Spielfeld-Straß \| \| \| \| 1,047 \| B 26 \| B 26 \| \| \| \| Einfahrt Wiener Neustadt \| \| \| \| 2,105 \| Wiener Neustadt Anemonensee \| Wiener Neustadt Anemonensee \| \| \| 2,500 \| HOA/FOA/SOA-Anlage \| HOA/FOA/SOA-Anlage \| \| \| 3,674 \| Süd Autobahn \| Süd Autobahn \| \| \| 5,289 \| Bad Fischau-Brunn \| 280 m ü. A. \| \| \| \| Abzweig nach Wöllersdorf \| \| \| \| ~6,3 \| Abzweigweiche B nach Bad Fischau \| Abzweigweiche B nach Bad Fischau \| \| \| 6,598 \| Brunn a.d. Schneebergbahn \| Brunn a.d. Schneebergbahn \| \| \| 8,611 \| Weikersdorf (29.05.1968 aufgelassen) \| Weikersdorf (29.05.1968 aufgelassen) \| \| \| 8,793 \| I. Wiener Hochquellenwasserleitung \| I. Wiener Hochquellenwasserleitung \| \| \| ~10,3 \| Anschlussbahn Kalkwerk Curti \| Anschlussbahn Kalkwerk Curti \| \| \| 10,408 \| Prossetbach \| Prossetbach \| \| \| 10,545 \| Winzendorf \| 332 m ü. A. \| \| \| 12,850 \| Urschendorf \| Urschendorf \| \| \| 14,156 \| Strelzhof (03.09.1989 aufgelassen) \| Strelzhof (03.09.1989 aufgelassen) \| \| \| \| nach Neunkirchen \| \| \| \| 15,410 \| Willendorf \| 385 m ü. A. \| \| \| 16,120 \| Rothengrub \| Rothengrub \| \| \| 17,525 \| Unter Höflein \| Unter Höflein \| \| \| 20,607 \| Grünbach am Schneeberg \| 557 m ü. A. \| \| \| 22,143 \| Grünbach Schule \| Grünbach Schule \| \| \| ~22,8 \| Anschlussbahn Grünbacher Kohlenwerk \| Anschlussbahn Grünbacher Kohlenwerk \| \| \| 22,988 \| Grünbach Kohlenwerk \| Grünbach Kohlenwerk \| \| \| 23,950 \| Grünbach-Klaus (03.09.1989 aufgelassen) \| Grünbach-Klaus (03.09.1989 aufgelassen) \| \| \| 23,992 \| Grünbacher Sattel \| 678 m ü. A. \| \| \| 26,809 \| Anschlussbahn Firma Rigips \| Anschlussbahn Firma Rigips \| \| \| 26,820 \| Pfenningbach \| Pfenningbach \| \| \| 26,850 \| Pfennigbach \| 590 m ü. A. \| \| \| 27,831 \| Pfenningbach \| Pfenningbach \| \| \| 28,010 \| Puchberg am Schneeberg \| 577 m ü. A. \| \| \| \| Schneebergbahn (Zahnradbahn) \| \| |                                                                                          |                                         |                                         |
| Strecke |                                                                                          | Südbahn von Wien Hauptbahnhof           | Südbahn von Wien Hauptbahnhof           |
| Bahnhof | −1,519                                                                                   | Wiener Neustadt Hbf                     | Wiener Neustadt Hbf                     |
| Kopfbahnhof Streckenanfang (Strecke außer Betrieb) · Strecke | 0,000                                                                                    | Wiener Neustadt Schneebergbahnhof       | Wiener Neustadt Schneebergbahnhof       |
| Strecke (außer Betrieb) · Abzweig geradeaus und nach links |                                                                                          | Mattersburger Bahn nach Sopron          | Mattersburger Bahn nach Sopron          |
| Strecke (außer Betrieb) · Abzweig geradeaus und nach links |                                                                                          | Aspangbahn nach Aspang                  | Aspangbahn nach Aspang                  |
| Strecke (außer Betrieb) · Abzweig geradeaus und nach links |                                                                                          | Südbahn nach Spielfeld-Straß            | Südbahn nach Spielfeld-Straß            |
| Strecke (außer Betrieb) · Strecke mit Straßenbrücke | 1,047                                                                                    | B 26                                    | B 26                                    |
| Strecke nach links (außer Betrieb) · Abzweig geradeaus und ehemals von rechts |                                                                                          | Einfahrt Wiener Neustadt                | Einfahrt Wiener Neustadt                |
| Haltepunkt / Haltestelle | 2,105                                                                                    | Wiener Neustadt Anemonensee             | Wiener Neustadt Anemonensee             |
| Kilometer-Wechsel | 2,500                                                                                    | HOA/FOA/SOA-Anlage                      | HOA/FOA/SOA-Anlage                      |
| Brücke | 3,674                                                                                    | Süd Autobahn                            | Süd Autobahn                            |
| Bahnhof | 5,289                                                                                    | Bad Fischau-Brunn                       | 280 m ü. A.                             |
| Abzweig geradeaus und nach rechts |                                                                                          | Abzweig nach Wöllersdorf                | Abzweig nach Wöllersdorf                |
| Abzweig geradeaus und ehemals von rechts | ~6,3                                                                                     | Abzweigweiche B nach Bad Fischau        | Abzweigweiche B nach Bad Fischau        |
| Haltepunkt / Haltestelle | 6,598                                                                                    | Brunn a.d. Schneebergbahn               | Brunn a.d. Schneebergbahn               |
| ehemaliger Haltepunkt / Haltestelle | 8,611                                                                                    | Weikersdorf (29.05.1968 aufgelassen)    | Weikersdorf (29.05.1968 aufgelassen)    |
| Brücke über Wasserlauf | 8,793                                                                                    | I. Wiener Hochquellenwasserleitung      | I. Wiener Hochquellenwasserleitung      |
| Abzweig geradeaus und ehemals nach rechts | ~10,3                                                                                    | Anschlussbahn Kalkwerk Curti            | Anschlussbahn Kalkwerk Curti            |
| Brücke über Wasserlauf | 10,408                                                                                   | Prossetbach                             | Prossetbach                             |
| Bahnhof | 10,545                                                                                   | Winzendorf                              | 332 m ü. A.                             |
| Haltepunkt / Haltestelle | 12,850                                                                                   | Urschendorf                             | Urschendorf                             |
| ehemaliger Haltepunkt / Haltestelle | 14,156                                                                                   | Strelzhof (03.09.1989 aufgelassen)      | Strelzhof (03.09.1989 aufgelassen)      |
| Abzweig geradeaus und ehemals von links |                                                                                          | nach Neunkirchen                        | nach Neunkirchen                        |
| Bahnhof | 15,410                                                                                   | Willendorf                              | 385 m ü. A.                             |
| Haltepunkt / Haltestelle | 16,120                                                                                   | Rothengrub                              | Rothengrub                              |
| Haltepunkt / Haltestelle | 17,525                                                                                   | Unter Höflein                           | Unter Höflein                           |
| Bahnhof | 20,607                                                                                   | Grünbach am Schneeberg                  | 557 m ü. A.                             |
| Haltepunkt / Haltestelle | 22,143                                                                                   | Grünbach Schule                         | Grünbach Schule                         |
| Abzweig geradeaus und ehemals von rechts | ~22,8                                                                                    | Anschlussbahn Grünbacher Kohlenwerk     | Anschlussbahn Grünbacher Kohlenwerk     |
| Haltepunkt / Haltestelle | 22,988                                                                                   | Grünbach Kohlenwerk                     | Grünbach Kohlenwerk                     |
| ehemaliger Haltepunkt / Haltestelle | 23,950                                                                                   | Grünbach-Klaus (03.09.1989 aufgelassen) | Grünbach-Klaus (03.09.1989 aufgelassen) |
| Kulminations-/Scheitelpunkt | 23,992                                                                                   | Grünbacher Sattel                       | 678 m ü. A.                             |
| Abzweig geradeaus und von rechts | 26,809                                                                                   | Anschlussbahn Firma Rigips              | Anschlussbahn Firma Rigips              |
| Brücke über Wasserlauf | 26,820                                                                                   | Pfenningbach                            | Pfenningbach                            |
| Haltepunkt / Haltestelle | 26,850                                                                                   | Pfennigbach                             | 590 m ü. A.                             |
| Brücke über Wasserlauf | 27,831                                                                                   | Pfenningbach                            | Pfenningbach                            |
| Kopfbahnhof Streckenende | 28,010                                                                                   | Puchberg am Schneeberg                  | 577 m ü. A.                             |
| Kopfbahnhof Streckenanfang |                                                                                          | Schneebergbahn (Zahnradbahn)            | Schneebergbahn (Zahnradbahn)            |

| Feuerwerksanstalt, am rechten Bildrand neben der Straße die Trasse der Schneebergbahnstrecke |                      |                                           |                                           |
| Streckennummer (ÖBB): | 166                  |                                           |                                           |
| Streckenlänge: | 5,519 km             |                                           |                                           |
| Spurweite: | 1435 mm (Normalspur) |                                           |                                           |
| Maximale Neigung: | 20 ‰                 |                                           |                                           |
| Minimaler Radius: | 170 m                |                                           |                                           |
| |                      |                                           |                                           |
| \| \| \| Stammstrecke von Wiener Neustadt \| \| \| \| 0,000 \| Bad Fischau-Brunn \| 280 m ü. A. \| \| \| \| Stammstrecke nach Puchberg am Schneeberg \| \| \| \| \| Abzweigweiche nach Puchberg am Schneeberg \| \| \| \| 0,686 \| Bad Fischau \| Bad Fischau \| \| \| 1,657 \| Süd Autobahn \| Süd Autobahn \| \| \| \| I. Wiener Hochquellenwasserleitung \| \| \| \| 2,997 \| Anschlussbahn Firma MABA \| Anschlussbahn Firma MABA \| \| \| 3,054 \| Feuerwerksanstalt \| Feuerwerksanstalt \| \| \| 3,311 \| Anschlussbahn Firma Stainer \| Anschlussbahn Firma Stainer \| \| \| \| Anschlussstrecke nach Steinabrückl \| \| \| \| 3,644 \| B 21b \| B 21b \| \| \| 4,852 \| Süd Autobahn \| Süd Autobahn \| \| \| \| Gutensteinerbahn von Wittmannsdorf \| \| \| \| 5,519 \| Wöllersdorf \| 328 m ü. A. \| \| \| \| Gutensteinerbahn nach Gutenstein \| \| |                      |                                           |                                           |
| Strecke |                      | Stammstrecke von Wiener Neustadt          | Stammstrecke von Wiener Neustadt          |
| Bahnhof | 0,000                | Bad Fischau-Brunn                         | 280 m ü. A.                               |
| Abzweig geradeaus und nach links |                      | Stammstrecke nach Puchberg am Schneeberg  | Stammstrecke nach Puchberg am Schneeberg  |
| Abzweig geradeaus und ehemals von links |                      | Abzweigweiche nach Puchberg am Schneeberg | Abzweigweiche nach Puchberg am Schneeberg |
| Haltepunkt / Haltestelle | 0,686                | Bad Fischau                               | Bad Fischau                               |
| Strecke mit Straßenbrücke | 1,657                | Süd Autobahn                              | Süd Autobahn                              |
| Brücke über Wasserlauf |                      | I. Wiener Hochquellenwasserleitung        | I. Wiener Hochquellenwasserleitung        |
| Abzweig geradeaus und von rechts | 2,997                | Anschlussbahn Firma MABA                  | Anschlussbahn Firma MABA                  |
| Bahnhof | 3,054                | Feuerwerksanstalt                         | Feuerwerksanstalt                         |
| Abzweig geradeaus und nach rechts | 3,311                | Anschlussbahn Firma Stainer               | Anschlussbahn Firma Stainer               |
| Abzweig geradeaus und ehemals nach rechts |                      | Anschlussstrecke nach Steinabrückl        | Anschlussstrecke nach Steinabrückl        |
| Strecke mit Straßenbrücke | 3,644                | B 21b                                     | B 21b                                     |
| Strecke mit Straßenbrücke | 4,852                | Süd Autobahn                              | Süd Autobahn                              |
| Abzweig geradeaus und von rechts |                      | Gutensteinerbahn von Wittmannsdorf        | Gutensteinerbahn von Wittmannsdorf        |
| Bahnhof | 5,519                | Wöllersdorf                               | 328 m ü. A.                               |
| Strecke |                      | Gutensteinerbahn nach Gutenstein          | Gutensteinerbahn nach Gutenstein          |

| Der Bahnhof Steinabrückl wurde 2015 abgetragen. Er war Verknüpfungspunkt der Schneebergbahn mit der Gutensteinerbahn |                      |                                    |                                    |
| Spurweite: | 1435 mm (Normalspur) |                                    |                                    |
| |                      |                                    |                                    |
| \| \| \| Aspangbahn \| von Wien \| \| \| \| von Wittmannsdorf \| \| \| \| 0,0 \| Sollenau Aspangbahn \| Sollenau Aspangbahn \| \| \| \| Aspangbahn nach Felixdorf \| \| \| \| \| nach Ebenfurth \| \| \| \| \| nach Felixdorf \| \| \| \| \| nach Felixdorf \| \| \| \| \| Südbahn \| \| \| \| \| Hochquellenwasserleitung \| \| \| \| \| Gutensteinerbahn von Wittmannsdorf \| \| \| \| 6,9 \| Steinabrückl \| Steinabrückl \| \| \| \| Gutensteinerbahn nach Wöllersdorf \| \| \| \| \| Flügelbahn von Wöllersdorf \| \| \| \| 8,8 \| Feuerwerksanstalt \| Feuerwerksanstalt \| \| \| \| Flügelbahn nach Bad Fischau-Brunn \| \| |                      |                                    |                                    |
| Strecke |                      | Aspangbahn                         | von Wien                           |
| Abzweig geradeaus und ehemals von rechts |                      | von Wittmannsdorf                  | von Wittmannsdorf                  |
| Bahnhof | 0,0                  | Sollenau Aspangbahn                | Sollenau Aspangbahn                |
| Strecke von links · Abzweig ehemals geradeaus und nach rechts |                      | Aspangbahn nach Felixdorf          | Aspangbahn nach Felixdorf          |
| Strecke · Abzweig geradeaus und nach links (Strecke außer Betrieb) |                      | nach Ebenfurth                     | nach Ebenfurth                     |
| Strecke · Abzweig geradeaus und nach links (Strecke außer Betrieb) |                      | nach Felixdorf                     | nach Felixdorf                     |
| Strecke nach links · Kreuzung (Strecke geradeaus außer Betrieb) |                      | nach Felixdorf                     | nach Felixdorf                     |
| Kreuzung geradeaus oben (Strecke geradeaus außer Betrieb) |                      | Südbahn                            | Südbahn                            |
| Brücke über Wasserlauf (Strecke außer Betrieb) |                      | Hochquellenwasserleitung           | Hochquellenwasserleitung           |
| Abzweig geradeaus und von rechts (Strecke außer Betrieb) |                      | Gutensteinerbahn von Wittmannsdorf | Gutensteinerbahn von Wittmannsdorf |
| Bahnhof (Strecke außer Betrieb) | 6,9                  | Steinabrückl                       | Steinabrückl                       |
| Abzweig geradeaus und nach rechts (Strecke außer Betrieb) |                      | Gutensteinerbahn nach Wöllersdorf  | Gutensteinerbahn nach Wöllersdorf  |
| Abzweig ehemals geradeaus und von rechts |                      | Flügelbahn von Wöllersdorf         | Flügelbahn von Wöllersdorf         |
| Bahnhof | 8,8                  | Feuerwerksanstalt                  | Feuerwerksanstalt                  |
| Strecke |                      | Flügelbahn nach Bad Fischau-Brunn  | Flügelbahn nach Bad Fischau-Brunn  |

Als Schneebergbahn wird eine Lokalbahnstrecke in Niederösterreich von Wiener Neustadt auf den Hochschneeberg bezeichnet, die von Wiener Neustadt nach Puchberg am Schneeberg als normalspurige Adhäsionsbahn (Stammstrecke) und von Puchberg am Schneeberg auf den Hochschneeberg als schmalspurige Zahnradbahn (Fortsetzungsstrecke) realisiert wurde.
Die Stammstrecke von Wiener Neustadt nach Puchberg am Schneeberg beinhaltete von Beginn an eine Anschlussschleife nach Wöllersdorf, der später errichtete Abschnitt von Sollenau nach Feuerwerksanstalt (Ergänzungsstrecke) ist heute stillgelegt bzw. renaturiert.
Der Streckenname Schneebergbahn fand nicht nur Eingang in der Bezeichnung der ursprünglichen Eigentümergesellschaft, der „Actiengesellschaft der Schneebergbahn“, sondern wurde auch durch die am 1. Jänner 1997 gegründete Betreibergesellschaft „Niederösterreichische Schneebergbahn GmbH (NÖSBB)“ übernommen. Die NÖSBB vermarktet seitdem mit dem Namen „Schneebergbahn“ nur den ihr zugehörigen Zahnradbahnteil der Strecke.

## Betriebsführung
Während der Betrieb des normalspurigen Teils der Schneebergbahn durch die ÖBB abgewickelt wird, erfolgt die Betriebsführung des schmalspurigen Zahnradbahnteils durch die 1997 gegründete Niederösterreichische Schneebergbahn GmbH, an der das Land Niederösterreich in Form der „NÖ Verkehrsorganisationsgesellschaft“ (NÖVOG) und die ÖBB zu je 50 Prozent beteiligt sind.
Die Fahrzeit auf der Stammstrecke von Wiener Neustadt nach Puchberg am Schneeberg beträgt für Regionalzüge auf der nichtelektrifizierten einspurigen Strecke annähernd 45 Minuten. Durchschnittlich verkehren heute zwischen 15 und 20 Regionalzüge in jeder Richtung. Bis 2027 soll die Strecke elektrifiziert werden.
Die Schneebergbahn auf der Fortsetzungsstrecke von Puchberg am Schneeberg auf den Hochschneeberg stellt als schmalspurige Zahnradbahn einen wichtigen Tourismusfaktor im südlichen Niederösterreich dar, pro Jahr werden 120.000 bis 130.000 Gästebeförderungen registriert.
Die Fahrt dauert bergwärts mit modernen Garnituren 53 Minuten, Nostalgiefahrten unter Dampf samt der noch originalen Garnitur benötigen 1 Stunde 17 Minuten. Die Züge auf den Hochschneeberg verkehren bedarfsabhängig im Stundentakt, ungünstige Wetterverhältnisse können aber zu Einschränkungen bzw. zur Einstellung des Zugverkehrs führen. Der Betrieb findet witterungsabhängig von Ende April bis Ende Oktober statt, im April werden zusätzlich Sonderfahrten bis zur Hengsthütte angeboten.
Von 2025 bis 2029 soll die Strecke saniert werden. Die Bahnhöfe sollen modernisiert und Gleise, Weichen, Entwässerungsanlagen und Brücken erneuert werden. Zur digitalen Steuerung des Zugbetriebs sollen elektronische Stellwerke errichtet werden und die Voraussetzungen für den Einsatz von Akku-Zügen anstelle von Diesel-Garnituren geschaffen werden. Ein Halbstundentakt ist geplant.

## Eigentümer
Seit Ende des Zweiten Weltkriegs befanden sich alle Strecken der Schneebergbahn (mitsamt der Zahnradbahn) in Besitz der Österreichischen Bundesbahnen (ÖBB).
Im Zuge der Übernahme zahlreicher Nebenbahnen durch das Land Niederösterreich am 1. Jänner 2012 ging auch die Zahnradbahn auf den Hochschneeberg (Schneebergbahn Fortsetzungsstrecke) in das Eigentum des Landes über. Die bisherige Betreibergesellschaft „NÖ Verkehrsorganisationsgesellschaft“ (NÖVOG) wurde zu diesem Zweck als Eisenbahngesellschaft neu situiert.

## Geschichte

### Vorgeschichte
Durch die Eröffnung der Wien-Gloggnitzer-Bahn 1842 erhöhte sich die Attraktivität des Semmeringgebiets für Erholungssuchende. Sowohl jährlich stattfindende Wallfahrten auf den Schneeberg zum Gedenken an die Opfer der Pestkatastrophe von 1713 als auch der bereits bestehende Tourismus auf den Schneeberg veranlasste besonders im Puchberger Tal immer wieder örtliche Initiativen wie den „Verschönerungsverein Puchberg“ zu Überlegungen, das Gebiet an das Eisenbahnnetz anzuschließen und somit für den Tourismus noch attraktiver zu gestalten.
Der erste Versuch wurde 1872 von einem Bankenkonsortium unternommen. Obwohl bereits eine Vorkonzession zur Errichtung einer Zahnradbahn von Payerbach auf den Schneeberg ausgestellt war, scheiterte die Unternehmung durch den Wiener Börsenkrach von 1873.
Ein weiterer Versuch, der die Errichtung einer Zahnradbahn von Puchberg am Schneeberg auf den Hohen Hengst (Vorberg des Schneebergs) vorsah, wurde 1875 wieder aufgegeben.
Am 10. August 1885 wurde dem Wiener Diplom-Ingenieur (damalige Bezeichnung: „diplomirte Ingenieur“) Josef Tauber eine Vorkonzession für die Errichtung einer Dampfstraßenbahn von Wiener Neustadt nach Puchberg zugeteilt. Trotz Konzessionsverlängerung scheiterte das Vorhaben jedoch.
Aufgrund der geplanten Errichtung diverser Nebenbahnstrecken im Triesting- und Piestingtal im Jahre 1877 und der sich dadurch ergebenden besseren Erreichbarkeit Wiens sah sich der Gemeinderat von Wiener Neustadt gezwungen, gegen den drohenden wirtschaftlichen Schaden im Raum Wiener Neustadt vorzugehen. Mit der Anbindung von (Bad) Fischau, Grünbach am Schneeberg und Puchberg am Schneeberg samt der Errichtung einer Verbindung zur Gutensteinerbahn über Feuerwerksanstalt nach Wöllersdorf sollte die Wirtschaft und die Wichtigkeit Wiener Neustadts als Verkehrsknotenpunkt gestärkt werden. Ebenso sollten Industriezentren wie das Puchberger Gipswerk, das Kalkwerk in Winzendorf und das Grünbacher Steinkohlenrevier einerseits und die Pulverfabrik Wöllersdorfer Werke in Feuerwerksanstalt andererseits, an ein leistungsfähiges Transportmittel angeschlossen werden.

### Planung, Finanzierung, Konzession
Um mit der Evaluierung und den Planungsarbeiten beginnen zu können, erhielt der Wiener Diplom-Ingenieur Josef Tauber 1885 seitens des k.k.Handelsministeriums eine „Vorkonzession für eine Locomotiv-Eisenbahn von Wiener Neustadt nach Puchberg mit einer Abzweigung nach Wöllersdorf“.
Schon in der darauf folgenden frühen Planungsphase wurde für die zu errichtenden Streckenabschnitte der Name „Schneebergbahn“ festgelegt. Das Land Niederösterreich, das zu Beginn seine finanzielle Unterstützung bekanntgab, zog diese Zusage aber nach Bekanntwerden eines ergänzenden Projektes wieder zurück. Es sollte nämlich als Fortsetzung der Schneebergbahn auch ein Streckenabschnitt auf den Schneeberg errichtet werden, der als Zahnradbahn realisiert werden sollte.
Um die Rentabilität der Strecken besser abschätzen und private Investoren gewinnen zu können, wurde folgender Jahresbedarf errechnet:
- Für die Adhäsionsstrecken Wiener Neustadt–Puchberg bzw. Wöllersdorf (Normalspur) wurden 150.000 Personen kalkuliert, für den Güterverkehr 8000 Waggonladungen.
- Die Fortsetzungsstrecke von Puchberg auf den Hochschneeberg (Zahnrad-Schmalspur) sollte vor allem touristischen Zwecken dienen und dabei auch die Versorgung der Schutzhütten gewährleisten. Die Kalkulationsbasis orientierte sich an einer Untersuchung der Hüttenbücher des Schneebergs. Das Baumgartnerhaus wies laut der Zählung im Jahr 1893 – noch vor der Errichtung der Bergstrecke – schon eine Besucherzahl von 34.000 Gästen auf.[7]

Da das Land Niederösterreich das Finanzierungsrisiko wegen der zusätzlich geplanten Errichtung der Bergstrecke nicht eingehen wollte, mussten private Investoren gefunden werden:
Als 1886 der Rechtsanwalt und Landmarschallstellvertreter Karl Haberl (1833–1908) zum Bürgermeister von Wiener Neustadt gewählt wurde, fand sich ein begeisterter Unterstützer der Bahnstrecke, der auch sein privates Vermögen in das Projekt einbrachte.
Karl Haberl stellte einen Finanzierungsplan auf und errechnete einen Finanzbedarf von 2.372.000 Gulden. Dabei entfielen auf die Normalspurstrecke 1.622.000 Gulden und auf den Zahnrad-Abschnitt 750.000 Gulden. Die Finanzierung wurde in Form der Ausgabe von Stammaktien, Vorzugsaktien und Prioritätsobligationen gelöst. Karl Haberl und Josef Tauber übernahmen die Vorzugsaktien und Prioritätsobligationen, während die Stammaktien von lokalen Investoren wie der örtlichen Sparkasse, der Stadtgemeinde Wiener Neustadt und sonstigen kleineren Interessenten gezeichnet wurden. Durch das Gesetz vom 19. Juni 1895 erfolgte eine Zusicherung seitens des Staates, bei der zu bildenden Aktiengesellschaft Stammaktien in Wert von 300.000 Kronen (vormals 150.000 Gulden) zu übernehmen.
Am 25. September 1895 wurde Karl Haberl und Josef Tauber die Konzession zum Bau und Betrieb „für die Localbahn von Wiener=Neustadt auf den Schneeberg mit Abzweigung nach Wöllersdorf (Schneebergbahn)“ erteilt und dies am gleichen Tag im Reichsgesetzblatt 156/1895 publiziert:
„Wir verleihen den Conzessionären das Recht zum Baue und Betriebe einer als normalspurigen Localbahn auszuführenden Locomotiveisenbahn von der Station Wiener=Neustadt der Südbahnlinie Wien – Triest über Fischau nach Puchberg am Schneeberge mit einer Abzweigung von Fischau zur Station Wöllersdorf der Staatsbahnlinie Wittmannsdorf Gutenstein und einer als Zahnradbahn herzustellenden Fortsetzung von Puchberg auf den Schneeberg zu der dortselbst zu errichtenden Hotelanlage.“
Die Konzession war 90 Jahre ab Erlass gültig und beinhaltete für die Konzessionäre als Investoren auch die Genehmigung zur Gründung einer Aktiengesellschaft.

### Bau und Eröffnung
Für die Errichtung wurde am 5. November 1895 mit dem Eisenbahnunternehmer Leo Arnoldi, der bereits im März des Jahres ein Angebot vorgelegt hatte, ein Bauvertrag geschlossen, der vom Berliner Bankhaus v.d. Haydn & Co überwacht wurde und mit dem in Folge mitsamt allen bisherigen Investoren ein Finanzkonsortium gebildet wurde.
Der Bauvertrag beinhaltete folgende Projektziele, die bis spätestens 15. März 1897 zu realisieren waren:
- die Errichtung und Inbetriebnahme der Schneebergbahn samt Normalspur- und Zahnradbahnabschnitt
- die Errichtung eines Hotels am Hochschneeberg

Bei Nichteinhaltung und deutlicher Terminüberschreitung waren für die Errichtungsgesellschaft des Leo Arnoldi umfangreiche Pönalzahlungen vorgesehen.
Nach Vollendung der Vermessungs- und Aussteckarbeiten wurde am 4. Dezember 1895 mit dem Bau der Normalspurstrecke begonnen, am 9. Dezember 1895 erfolgte der offizielle Spatenstich in Puchberg am Schneeberg unter Anwesenheit von Politik und Presse. Die Bauarbeiten der Normalspurstrecke gingen zügig und ohne besondere Vorkommnisse voran, obwohl die Trassierung eine Steigung von 45 ‰ beinhaltete.
Nach der technisch-polizeilichen Prüfung am 6. April 1897 wurde die Stammstrecke am 14./15. April 1897 im Zuge einer Festfahrt von Wiener Neustadt nach Puchberg am Schneeberg eröffnet.
Im Gegensatz zur Normalspur konnte mit den Bauarbeiten der Zahnradbahn auf dem Hochschneeberg erst im Frühjahr 1896 begonnen werden. Der erste Teil der Strecke wurde samt Unterbau und Durchlässen im Jahr 1896 errichtet, der obere hochalpine Teil bedingt durch einen harten Winter 1896/97 erst verspätet im Jahr 1897.
Nach einer eintägigen technisch-polizeilichen Prüfung seitens der Generalinspektion der österreichischen Eisenbahnen am 31. Mai 1897 wurde der erste Abschnitt der Zahnradbahn von Puchberg am Schneeberg bis Baumgartner am 1. Juni 1897 feierlich eröffnet.
Da Bauherr Leo Arnoldi trotz drohender Zeit- und Budgetüberschreitung und der dadurch bedingten Pönalzahlungen auf die poröse Gesteinsstruktur Rücksicht nahm und Wert auf eine sichere und nachhaltige Bauweise legte, wurde der zweite Teil von Baumgartner bis zum Streckenende in der Station Hochschneeberg nach eingehenden Abnahmefahrten erst am 25. September 1897 feierlich eröffnet.
Das Hotel am Hochschneeberg konnte am 28. Juni 1898 den Betrieb aufnehmen.

### Betrieb
Der Betrieb der Schneebergbahn wurde laut Vereinbarung im Bauvertrag ab Eröffnung von dem Bahnunternehmen Arnoldi geführt. Nachdem Leo Arnoldi völlig überraschend am 4. Mai 1898 verstorben war, übernahm dessen Sohn Carl Arnoldi die Leitung der Betriebsführung.

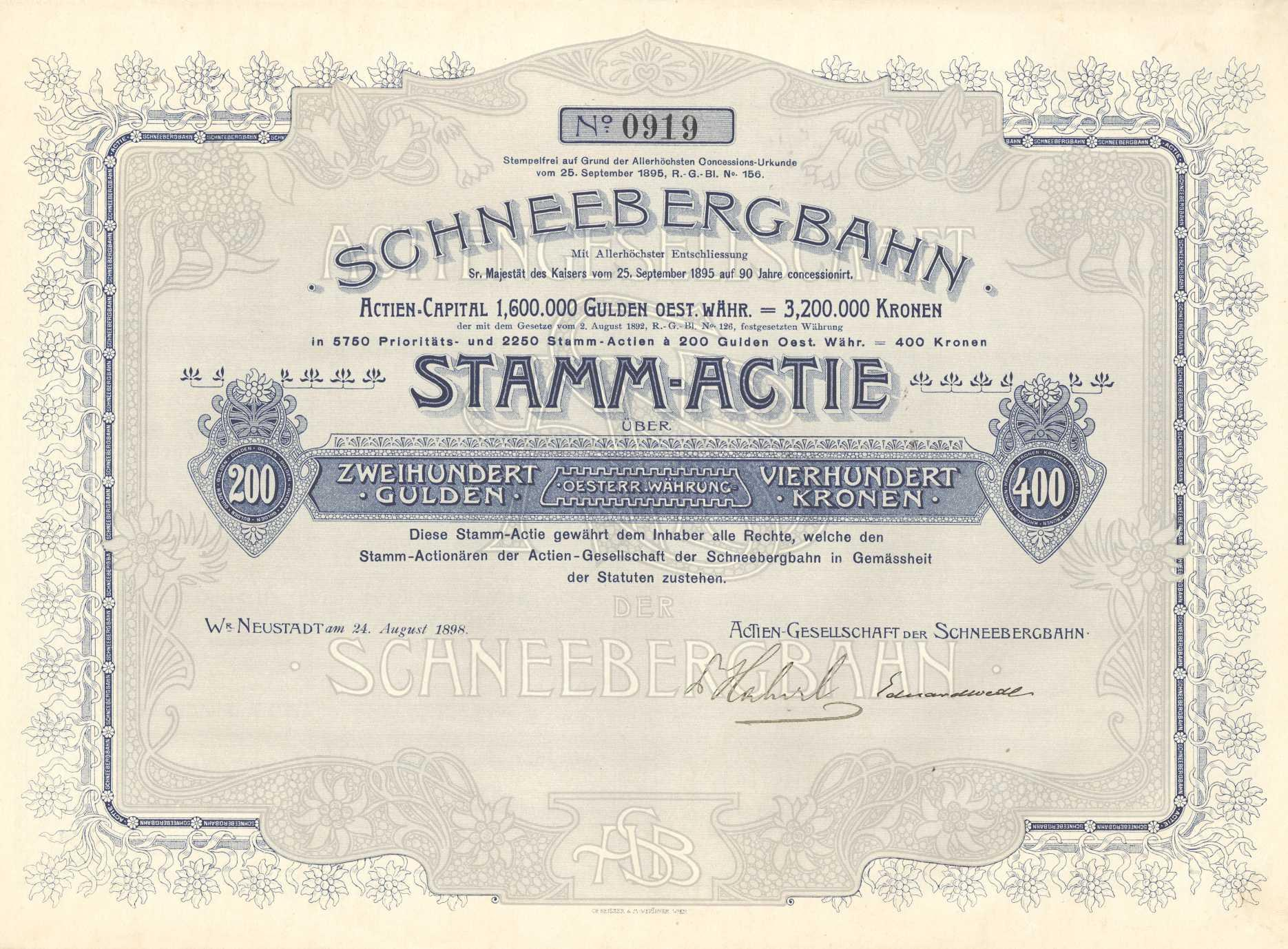
Stammaktie der Actiengesellschaft der Schneebergbahn vom 24. August 1898

Der vom Finanzkonsortium beantragten Situierung einer Aktiengesellschaft wurde am 12. Mai 1898 vom k.k. Ministerium des Inneren stattgegeben. Sitz der damit gegründeten „Actiengesellschaft der Schneebergbahn“ war Wiener Neustadt. Im Wiener Neustädter Rathaus fand am 21. Juni 1898 die entsprechende konstituierende Vollversammlung statt, bei der der neue Bürgermeister der Stadt, Franz Kammann, in den Aufsichtsrat gewählt wurde.
Während des Jahres 1898 wurden sukzessive sämtliche Prioritätsaktien der Aktiengesellschaft der Schneebergbahn von der Société belge de chemins de fer aufgekauft. Mit dem dadurch erlangten Einfluss wurde ab 1. Jänner 1899 die Betriebsführung der Schneebergbahn von Arnoldi an die Eisenbahn Wien-Aspang (EWA) übertragen. Eigentümerin der Strecke blieb die Actiengesellschaft der Schneebergbahn.
Da sich die EWA bei der Übernahme der Betriebsführung zu nicht geringen finanziellen Leistungen verpflichtet hatte, musste sie trotz der profitablen Zahnradbahn auf die schlechte Auslastung der Stammstrecke Wiener Neustadt–Puchberg und das daraus entstehende Defizit reagieren.
Um die Attraktivität der Stammstrecke und in Folge die der Fortsetzungsstrecke auf den Hochschneeberg zu steigern, errichtete sie eine direkte Verbindung zwischen der Aspangbahn und der Schneebergbahn. Diese sechs Kilometer lange Ergänzungsstrecke von Sollenau zur Feuerwerksanstalt wurde nach Erteilung der Konzession am 10. Februar 1900 in nur sechs Monaten errichtet und am 27. August 1900 feierlich eröffnet.
Die neue Verbindung brachte neben einer um eine Stunde verkürzten Fahrzeit von Wien auch etliches Ungemach:
- Die Stadtgemeinde Wiener Neustadt protestierte heftig gegen die Umfahrung der Stadt, war doch die Schneebergbahn ursprünglich gerade dafür erbaut worden, Fahrgäste nach Wiener Neustadt zu bringen.
- Um die Ergänzungsstrecke errichten zu können, musste sich die Schneebergbahn mittels Anleihen verschulden.

Während normalerweise die profitable Zahnradbahn die anderen normalspurigen nicht so lukrativen Strecken mittragen musste, änderte sich das Bild während des Ersten Weltkriegs. Die Fahrgastzahlen auf der Zahnradbahn brachen ein, während die Stammstrecke der Schneebergbahn von der Kriegsindustrie profitierte.
Auch nach dem Ersten Weltkrieg entpuppte sich die Eigentümerin, die Actiengesellschaft der Schneebergbahn, als solides Unternehmen und überstand sowohl die Währungskrise der Krone von 1924 als auch die Weltwirtschaftskrise von 1929. Förderlich für den stabilen Fortbestand war besonders der stark steigende Skitourismus auf dem Schneeberg. So blieb seit 1925 das Berghotel auch im Winter geöffnet, die Zahnradbahn hielt dadurch den Betrieb, soweit es die Witterung erlaubte, auch im Winter aufrecht, und die Stammstrecke der Schneebergbahn konnte sowohl in ihrer neuen Rolle als Zubringer zum Wintersport profitieren als auch eine immer wichtiger werdende Transportfunktion zum Grünbacher Steinkohlenrevier in Grünbach am Schneeberg übernehmen.
Im Gegensatz zur Actiengesellschaft der Schneebergbahn verschärfte sich die finanzielle Situation der EWA zunehmend, ihr finanzieller Niedergang wirkte sich unmittelbar auf die Schneebergbahn aus.
Als schließlich der Betrieb durch die EWA nicht mehr garantiert werden konnte, wurde per Gesetz vom 26. Juni 1937 der Betrieb beider Bahnen ab 1. Juli 1937 per Pachtvertrag auf die Österreichischen Bundesbahnen (BBÖ) übertragen. Die beamteten Angestellten der EWA wurden bei deren Verwendungsmöglichkeit in den Dienst der Österreichischen Bundesbahnen (BBÖ) übernommen, das Dienstverhältnis der anderen Angestellten endete per 30. Juni 1937.
Mit dem Anschluss Österreichs an das Deutsche Reich wurden die ÖBB zerschlagen und in die Deutsche Reichsbahn eingegliedert. Der Betrieb wurde somit von der Deutschen Reichsbahn abgewickelt, während das Eigentum bei der Actiengesellschaft der Schneebergbahn (SchBB) verblieb.
Am 18. Dezember 1938 wurde die Dauer der Konzession der Actiengesellschaft der Schneebergbahn auf 27. Oktober 1971 verkürzt und konnte laut Gesetz jederzeit unter Einziehung des gesamten Anlagevermögens fällig gestellt werden.
Unter Ausnützung des Rechts der vorzeitigen Konzessionsauflösung strich das Deutsche Reich am 1. Jänner 1942 die Actiengesellschaft der Schneebergbahn aus dem Eigentumsblatt des Eisenbahnbuches und beendete dadurch ihre Existenz. Somit wurde auch das Eigentum zwangsweise der Deutschen Reichsbahn zugeschlagen.
Nach Ende des Zweiten Weltkriegs wurde am 1. November 1947 der Betrieb der Schneebergbahn von den „Österreichischen Staatseisenbahnen“ und ab 5. August 1947 von den wiedergegründeten Österreichischen Bundesbahnen (ÖBB) übernommen. Die Bahnlinie befindet sich seitdem in deren Eigentum.
Durch den wichtigen Kohletransport erfüllte sie auf der Stammstrecke weiterhin wichtige Transportaufgaben, die Fortsetzungsstrecke auf den Hochschneeberg war unverändert populär. Als allerdings im Jahr 1965 das Bergwerk in Grünbach geschlossen wurde, ging ein großer Teil der Bedeutung der Stammstrecke verloren.
Nach dem Umbau des Wiener Neustädter Bahnhofs wurde am 21. Mai 1966 die Stammstrecke der Schneebergbahn in die Südbahn eingebunden und der Schneebergbahnhof in Wiener Neustadt stillgelegt.
Am 26. September 1970 endete der planmäßige Dampfbetrieb auf der Schneebergbahn. Seitdem verkehren, ausgenommen bei Sonderfahrten, nur mehr mit Dieselloks bespannte Züge und Dieseltriebwagenzüge.

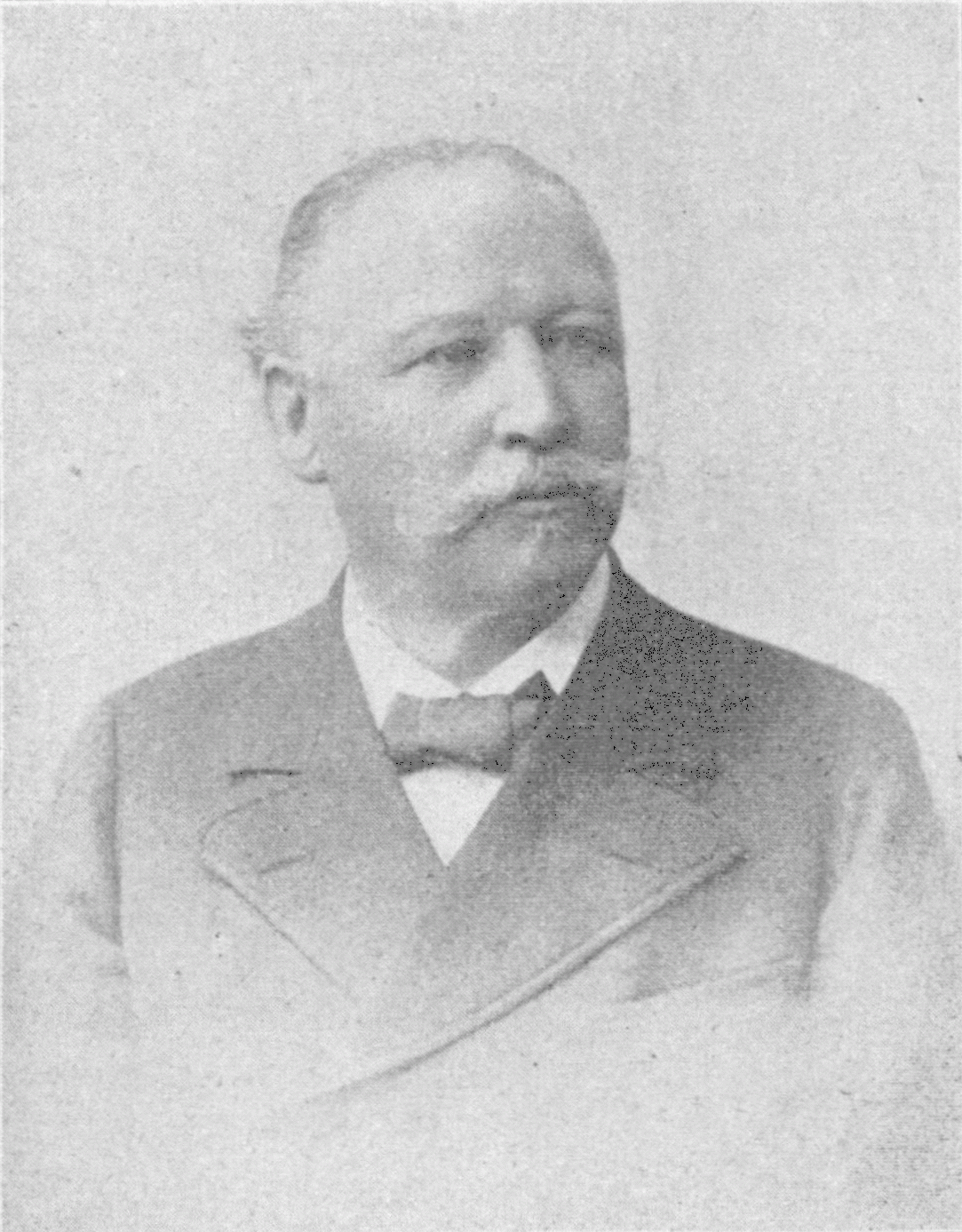
Leo Arnoldi
Werbeplakat von Alfred Roller, 1898
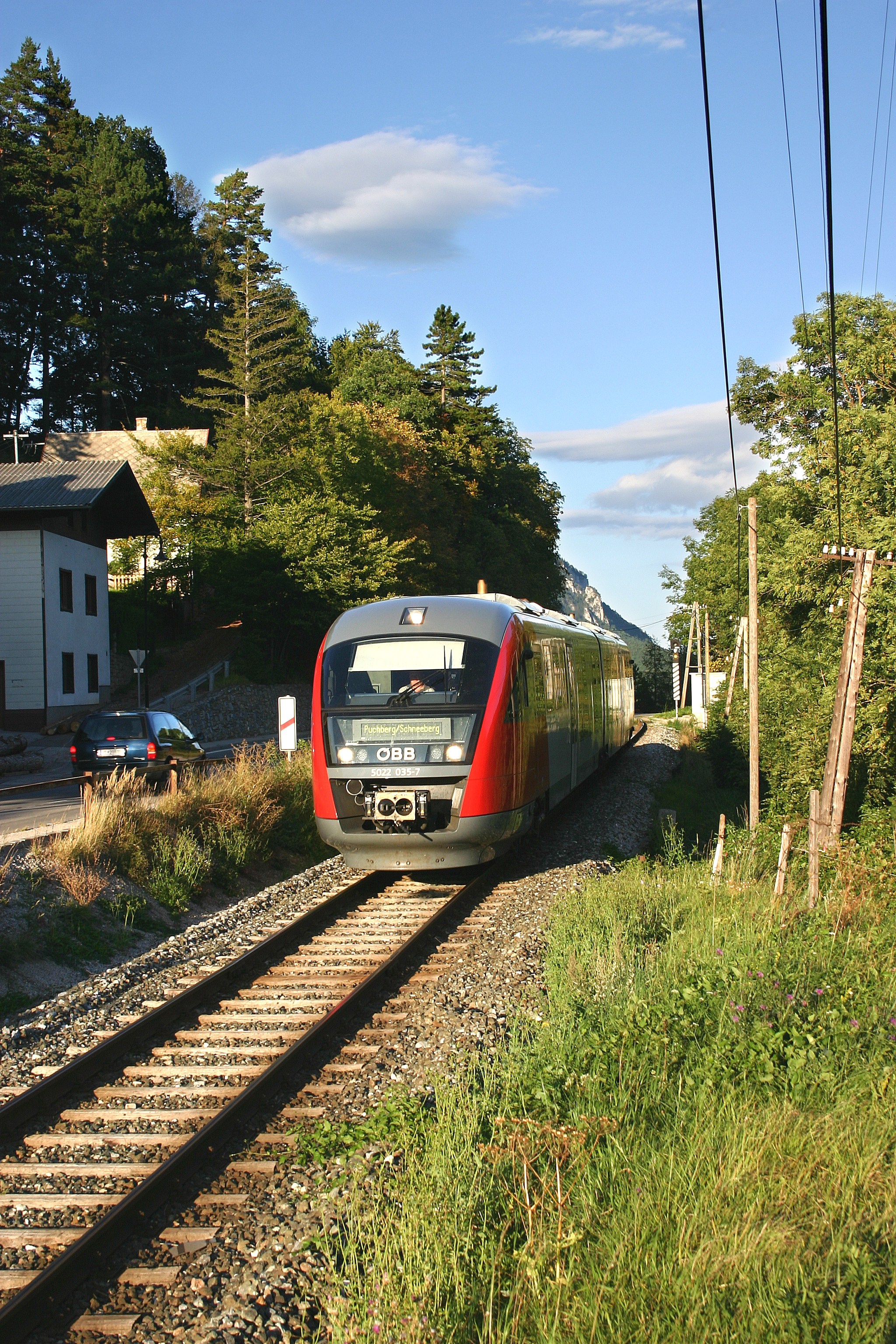
Ein Desiro-Triebzug am Grünbacher Sattel, dem höchsten Punkt (678 m ü. A.) der Normalspurstrecke
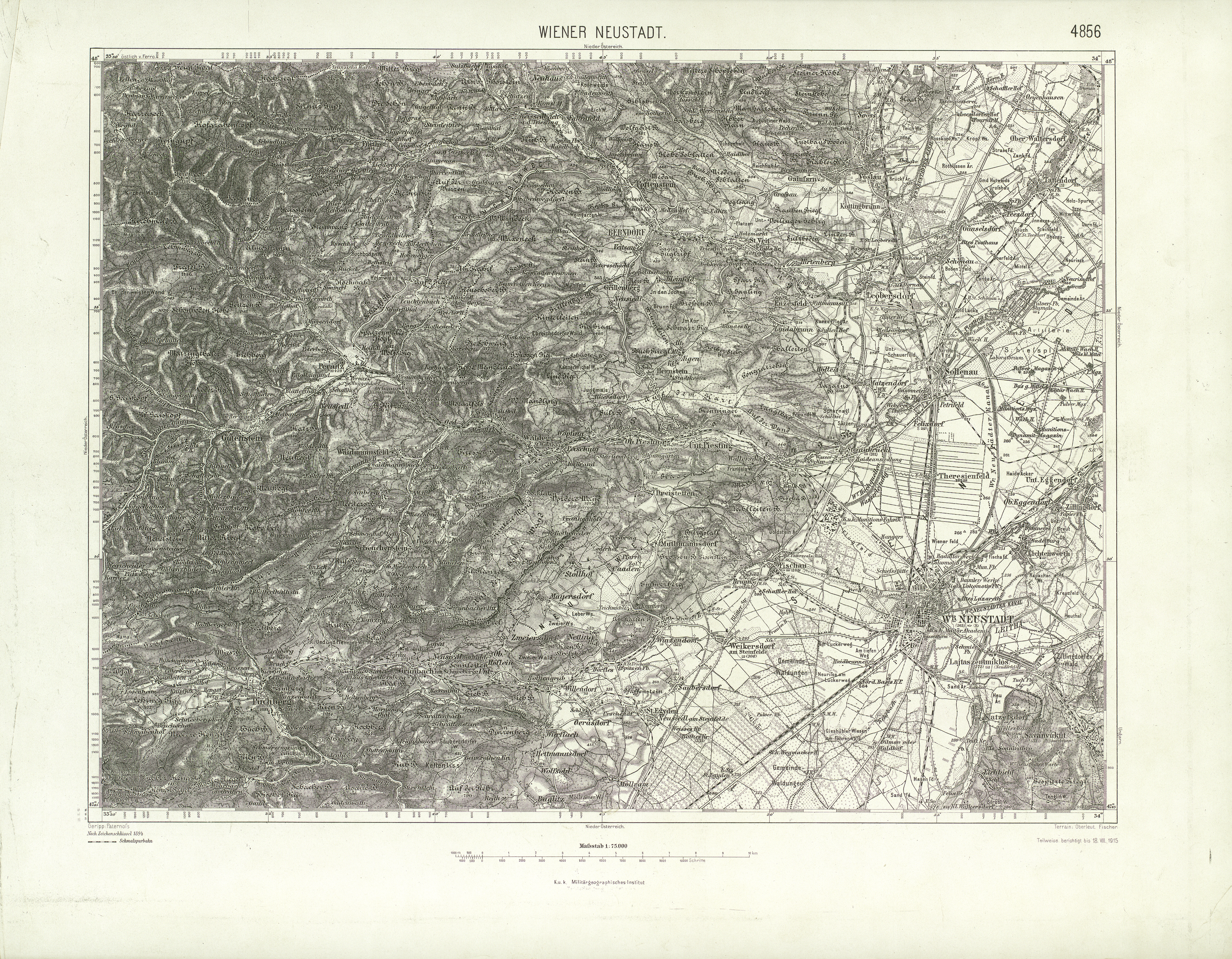
Die Schneebergbahn und ihre Nachbarlinien um 1915 (Spezialkarte der Landesaufnahme)
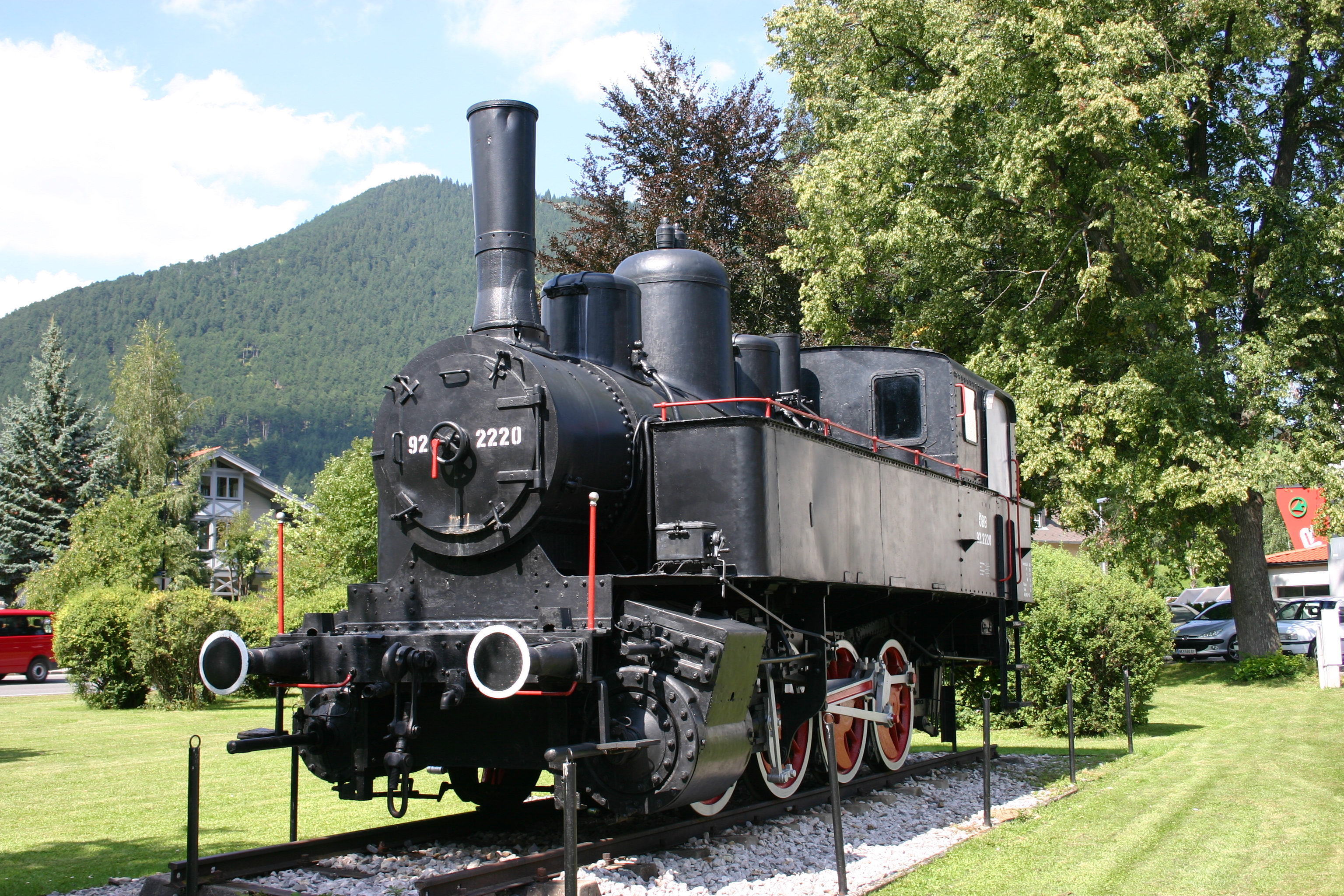
Die Originallokomotive No. 22 „Klaus“ stand bei den ÖBB als 92.2220 bis in die 1960er-Jahre im Einsatz
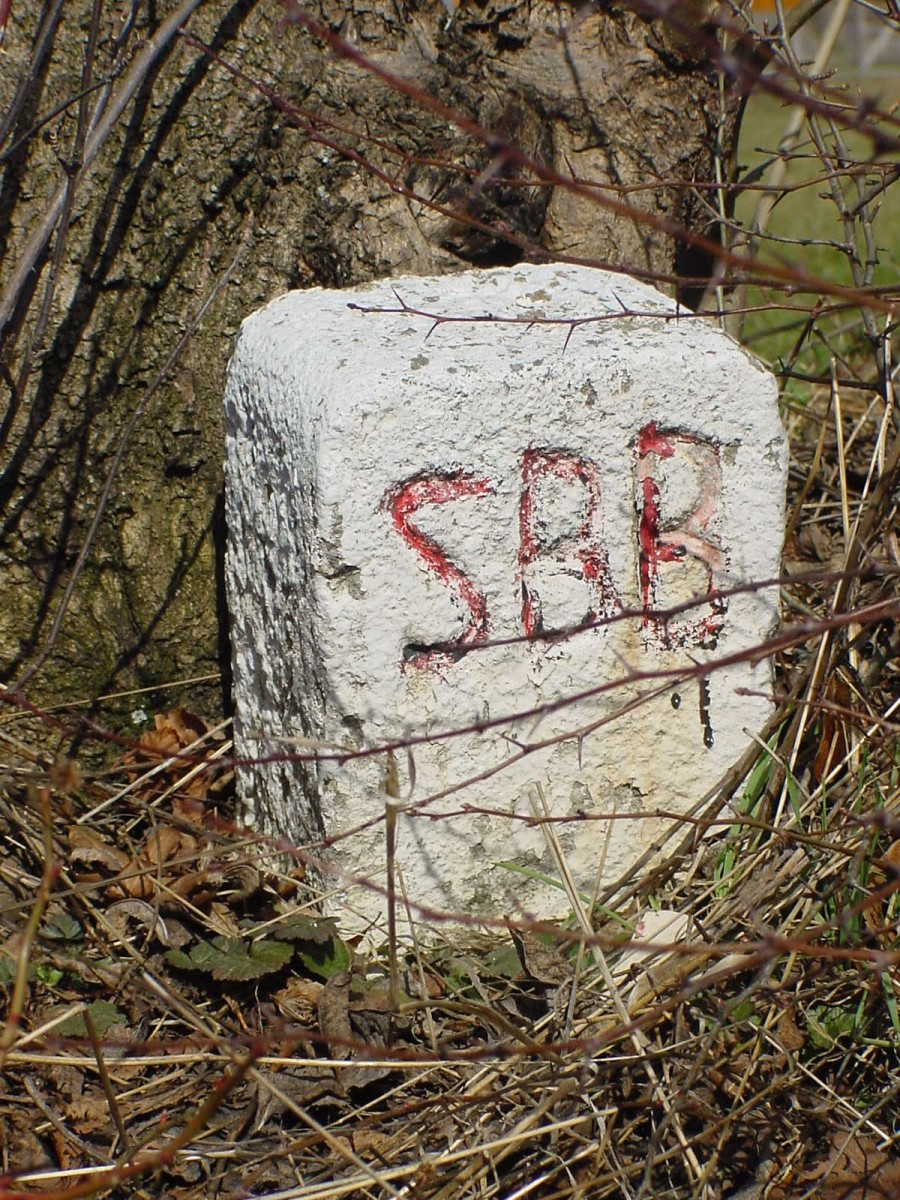
Grenzstein der Schneebergbahn

## Eigentümer und Betriebsführung der Schneebergbahn
| Datum      | Meilenstein | Eigentümer                                                                                          | Eigentümer                                                                                          | Betriebsführung                        | Betriebsführung                                   |
| Datum      | Meilenstein | Normalspurstrecken                                                                                  | Zahnradbahnstrecke                                                                                  | Normalspurstrecken                     | Zahnradbahnstrecke                                |
| ---------- | --- | --------------------------------------------------------------------------------------------------- | --------------------------------------------------------------------------------------------------- | -------------------------------------- | ------------------------------------------------- |
| 25.09.1895 | Erteilung der Konzession | Finanzierungskonsortium                                                                             | Finanzierungskonsortium                                                                             | —                                      | —                                                 |
| 15.04.1897 | Eröffnung der Normalspurstrecken Wiener Neustadt Schneebergbahnhof–Puchberg am Schneeberg und Bad Fischau–Wöllersdorf                              | Finanzierungskonsortium                                                                             | Finanzierungskonsortium                                                                             | Arnoldi                                | —                                                 |
| 01.06.1897 | Eröffnung Zahnradbahnstrecke Puchberg am Schneeberg–Baumgartner                                                                                    | Finanzierungskonsortium                                                                             | Finanzierungskonsortium                                                                             | Arnoldi                                | Arnoldi                                           |
| 25.09.1897 | Eröffnung Zahnradbahnstrecke Baumgartner–Hochschneeberg                                                                                            | Finanzierungskonsortium                                                                             | Finanzierungskonsortium                                                                             | Arnoldi                                | Arnoldi                                           |
| 12.05.1898 | Situierung Eigentümergesellschaft | Actiengesellschaft der Schneebergbahn (SchBB)                                                       | Actiengesellschaft der Schneebergbahn (SchBB)                                                       | Arnoldi                                | Arnoldi                                           |
| 01.01.1899 | Übernahme der Aktienmehrheit durch die „Société Belge des chemins de fer“ (Eigentümer der EWA)                                                     | Actiengesellschaft der Schneebergbahn (SchBB) (Mehrheitsaktionär: Société Belge des chemins de fer) | Actiengesellschaft der Schneebergbahn (SchBB) (Mehrheitsaktionär: Société Belge des chemins de fer) | k.k. priv. Eisenbahn Wien-Aspang (EWA) | k.k. priv. Eisenbahn Wien-Aspang (EWA)            |
| 27.08.1900 | Inbetriebnahme der Verbindungsbahn Sollenau Aspangbahnhof–Steinabrückl–Feuerwerksanstalt und der Schleife in Bad Fischau                           | Actiengesellschaft der Schneebergbahn (SchBB) (Mehrheitsaktionär: Société Belge des chemins de fer) | Actiengesellschaft der Schneebergbahn (SchBB) (Mehrheitsaktionär: Société Belge des chemins de fer) | k.k. priv. Eisenbahn Wien-Aspang (EWA) | k.k. priv. Eisenbahn Wien-Aspang (EWA)            |
| 26.06.1937 | Insolvenz der Société Belge des chemins de fer und Übernahme der Betriebsführung durch die Österreichischen Bundesbahnen (BBÖ)                     | Actiengesellschaft der Schneebergbahn (SchBB) (Mehrheitsaktionär: Société Belge des chemins de fer) | Actiengesellschaft der Schneebergbahn (SchBB) (Mehrheitsaktionär: Société Belge des chemins de fer) | Österreichische Bundesbahnen (BBÖ)     | Österreichische Bundesbahnen (BBÖ)                |
| 12.03.1938 | Übernahme der Österreichischen Bundesbahnen (BBÖ) durch die Deutsche Reichsbahn (DR)                                                               | Actiengesellschaft der Schneebergbahn (SchBB) (Mehrheitsaktionär: Société Belge des chemins de fer) | Actiengesellschaft der Schneebergbahn (SchBB) (Mehrheitsaktionär: Société Belge des chemins de fer) | Deutsche Reichsbahn (DR)               | Deutsche Reichsbahn (DR)                          |
| 01.01.1942 | Konzessionsmäßige Einlösung der Schneebergbahn durch das Deutsche Reich und Übernahme in das Reichseisenbahnvermögen des Deutschen Reichs          | Deutsche Reichsbahn (DR)                                                                            | Deutsche Reichsbahn (DR)                                                                            | Deutsche Reichsbahn (DR)               | Deutsche Reichsbahn (DR)                          |
| 01.11.1945 | Übernahme der Strecken der Deutschen Reichsbahn (DR) durch die „Österreichischen Staatseisenbahnen“ (ab 05.08.1947 „Österreichische Bundesbahnen“) | Österreichische Bundesbahnen (ÖBB)                                                                  | Österreichische Bundesbahnen (ÖBB)                                                                  | Österreichische Bundesbahnen (ÖBB)     | Österreichische Bundesbahnen (ÖBB)                |
| 04.05.1947 | Stilllegung der Strecke Sollenau Aspangbahn–Steinabrückl                                                                                           | Österreichische Bundesbahnen (ÖBB)                                                                  | Österreichische Bundesbahnen (ÖBB)                                                                  | Österreichische Bundesbahnen (ÖBB)     | Österreichische Bundesbahnen (ÖBB)                |
| 28.05.1972 | Stilllegung der Strecke Steinabrückl–Feuerwerksanstalt und der Schleife Bad Fischau                                                                | Österreichische Bundesbahnen (ÖBB)                                                                  | Österreichische Bundesbahnen (ÖBB)                                                                  | Österreichische Bundesbahnen (ÖBB)     | Österreichische Bundesbahnen (ÖBB)                |
| 01.01.1997 | Gründung der Niederösterreichische Schneebergbahn GmbH (NÖSBB) – Eigentumsverhältnis: 50 % ÖBB, 50 % NÖVOG                                         | Österreichische Bundesbahnen (ÖBB)                                                                  | Österreichische Bundesbahnen (ÖBB)                                                                  | Österreichische Bundesbahnen (ÖBB)     | Niederösterreichische Schneebergbahn GmbH (NÖSBB) |
| 17.07.2009 | Streckenverlängerung der Zahnradbahnstrecke vom Bahnhof Hochschneeberg zum neuen Bergbahnhof                                                       | Österreichische Bundesbahnen (ÖBB)                                                                  | Österreichische Bundesbahnen (ÖBB)                                                                  | Österreichische Bundesbahnen (ÖBB)     | Niederösterreichische Schneebergbahn GmbH (NÖSBB) |
| 01.01.2011 | Übernahme mehrerer Nebenbahnen der Österreichischen Bundesbahnen durch das Land Niederösterreich                                                   | Österreichische Bundesbahnen (ÖBB)                                                                  | NÖ Verkehrsorganisationsgesellschaft (NÖVOG)                                                        | Österreichische Bundesbahnen (ÖBB)     | Niederösterreichische Schneebergbahn GmbH (NÖSBB) |

## Bahnhöfe und Haltestellen

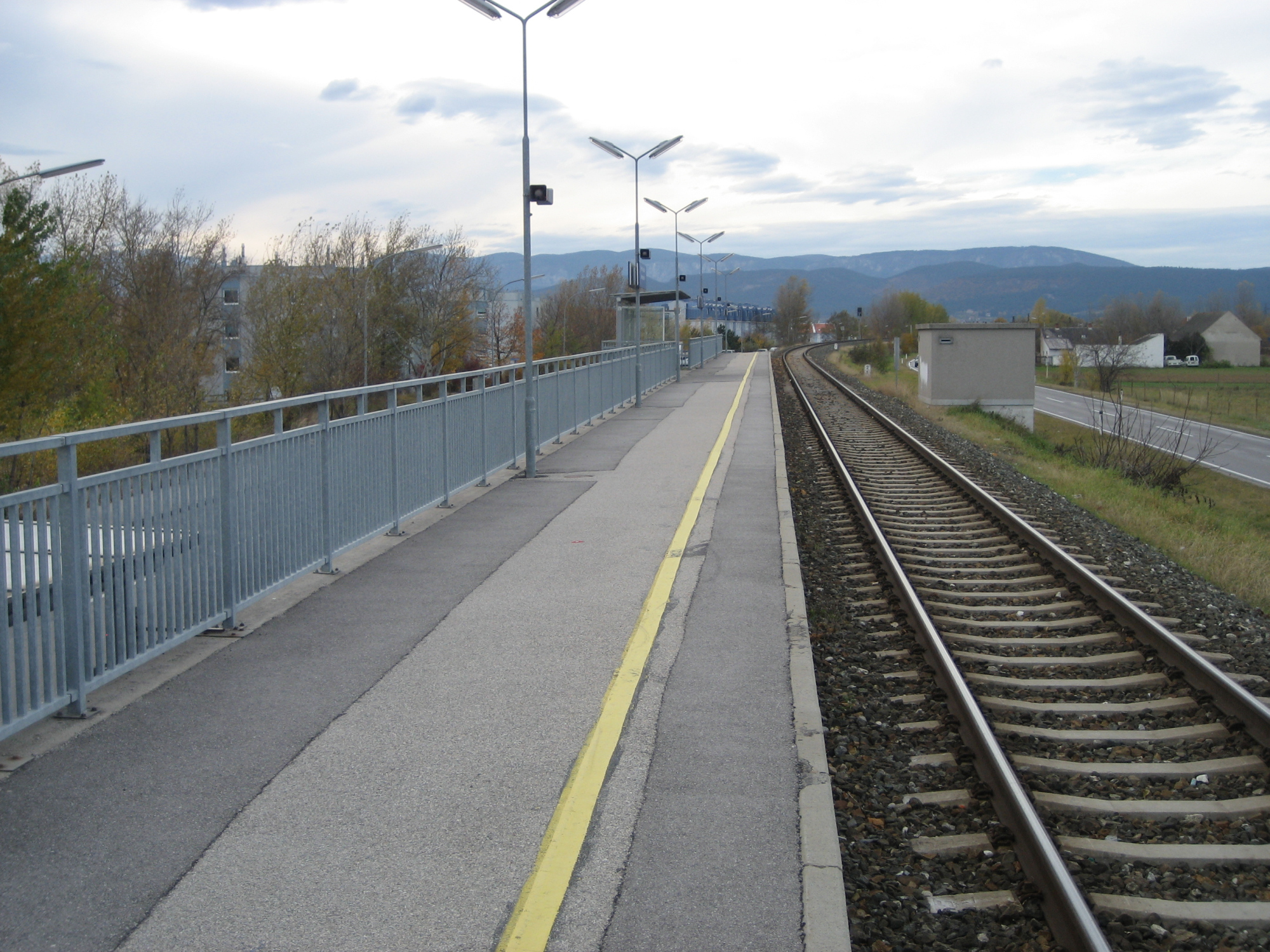
Haltestelle Wiener Neustadt Anemonensee
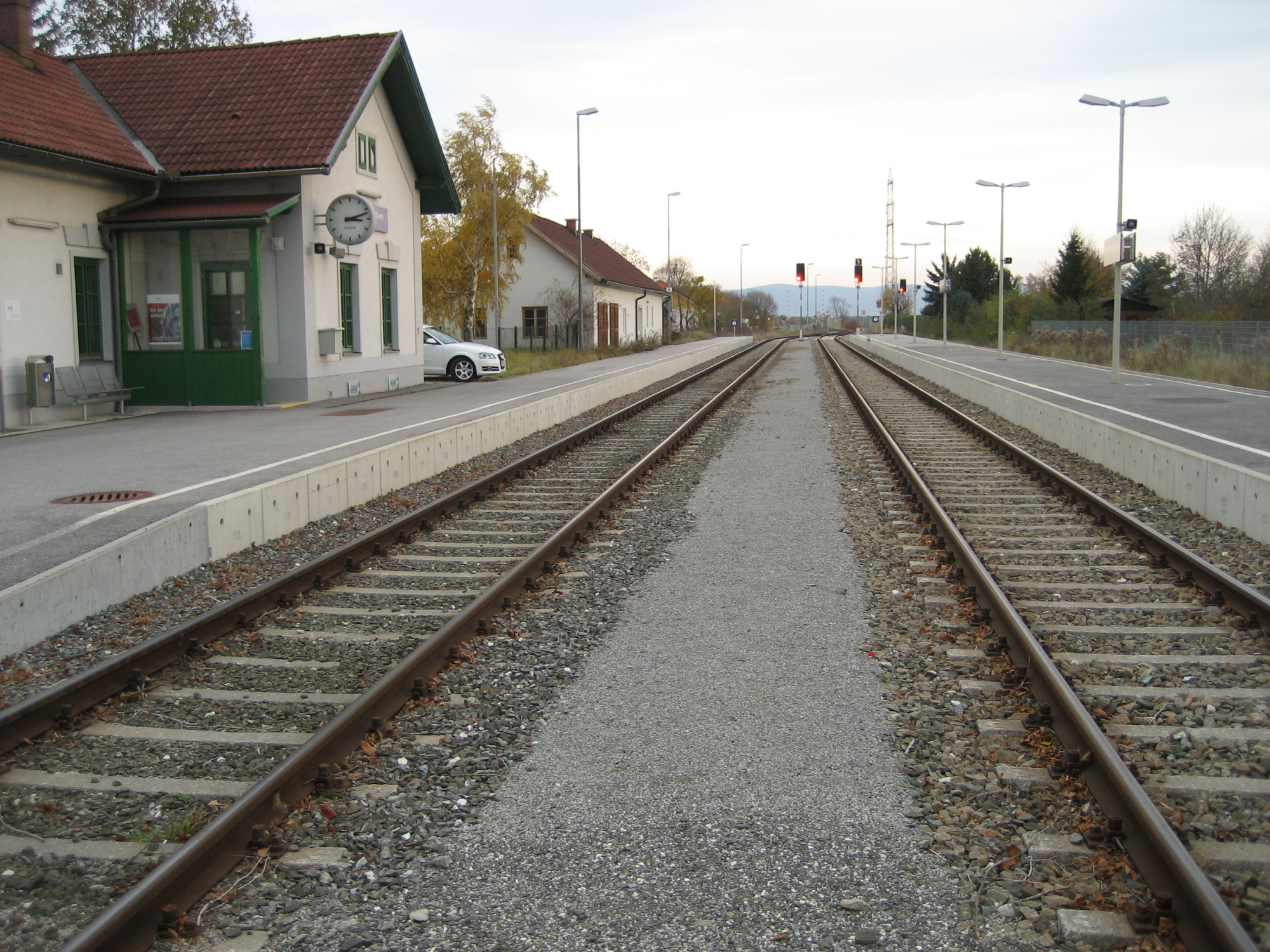
Bahnhof Bad Fischau-Brunn
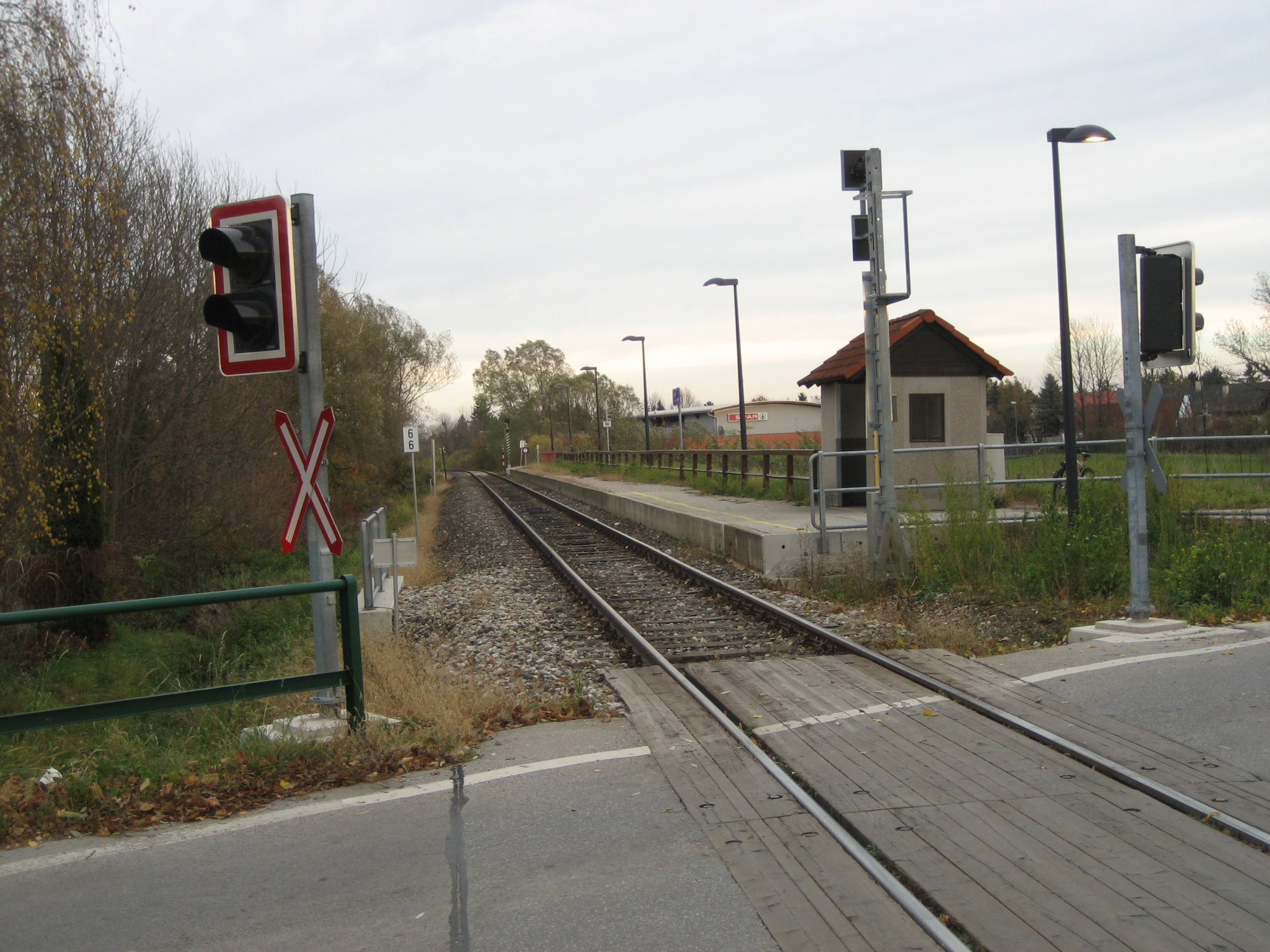
Haltestelle Brunn an der Schneebergbahn
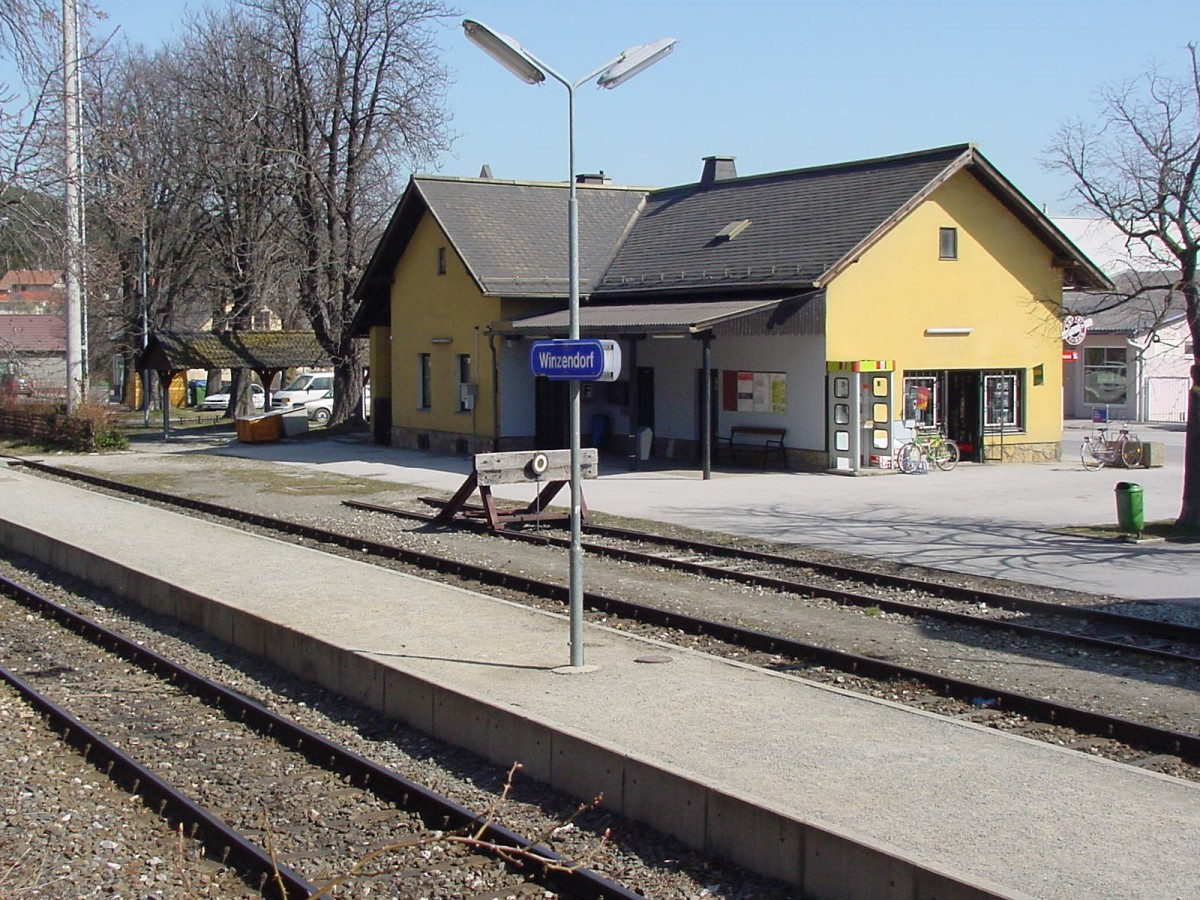
Bahnhof Winzendorf
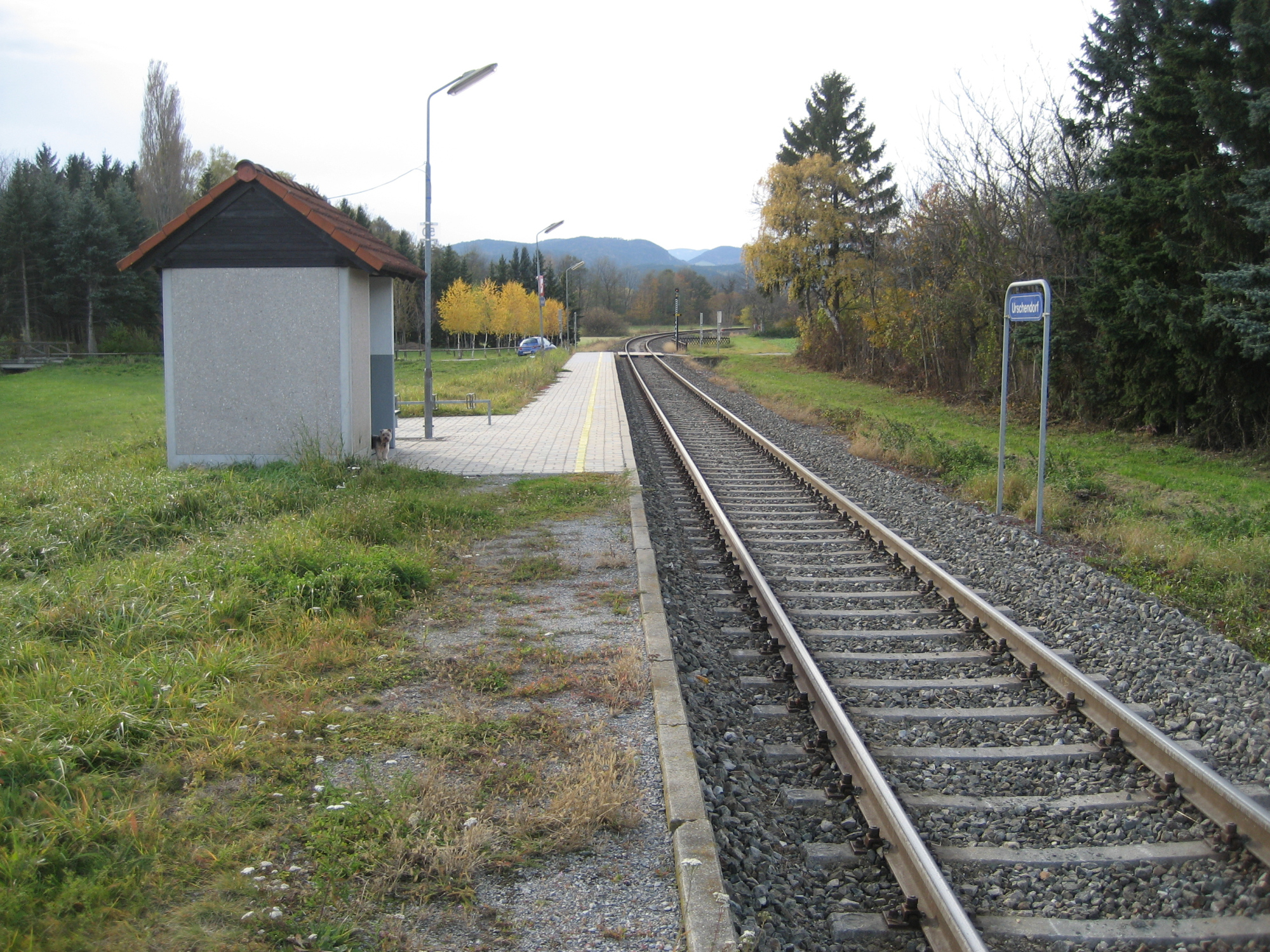
Haltestelle Urschendorf
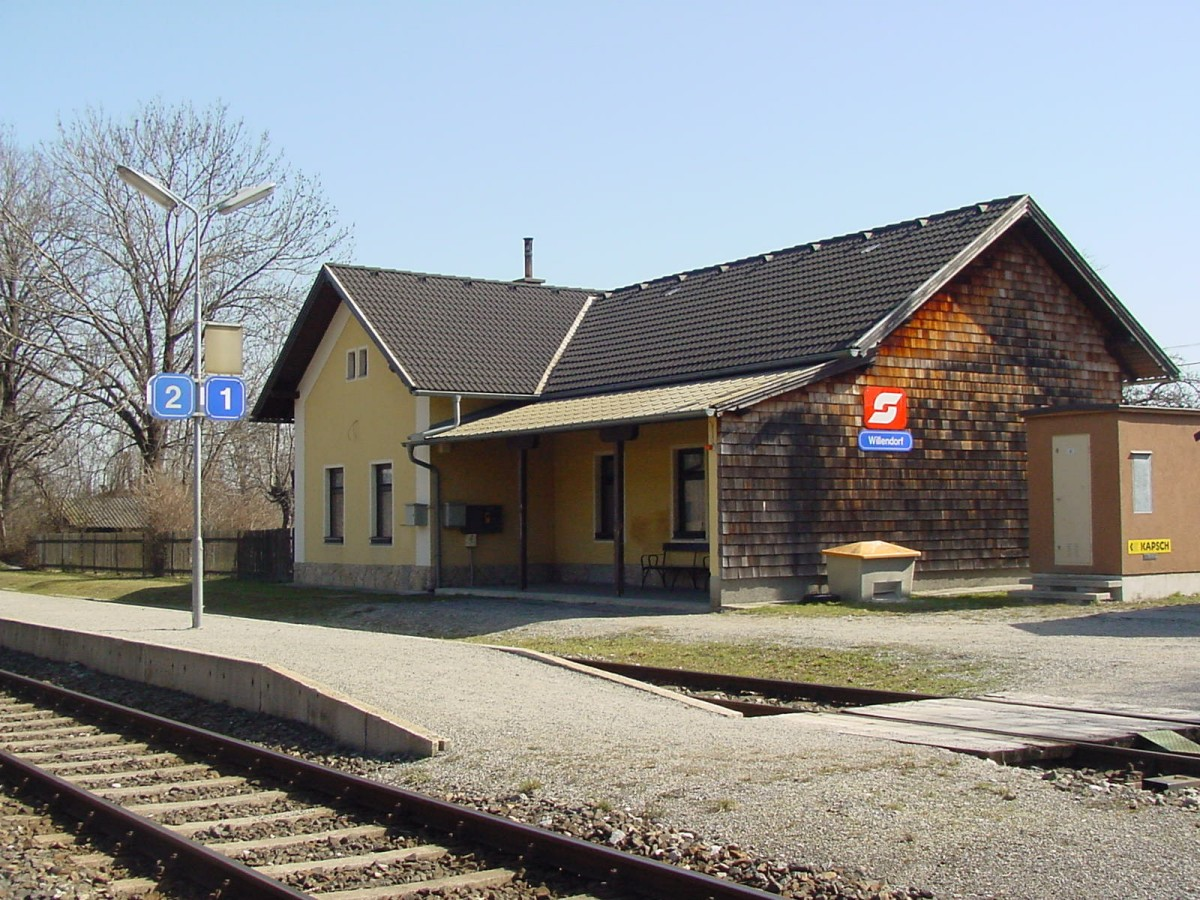
Bahnhof Willendorf
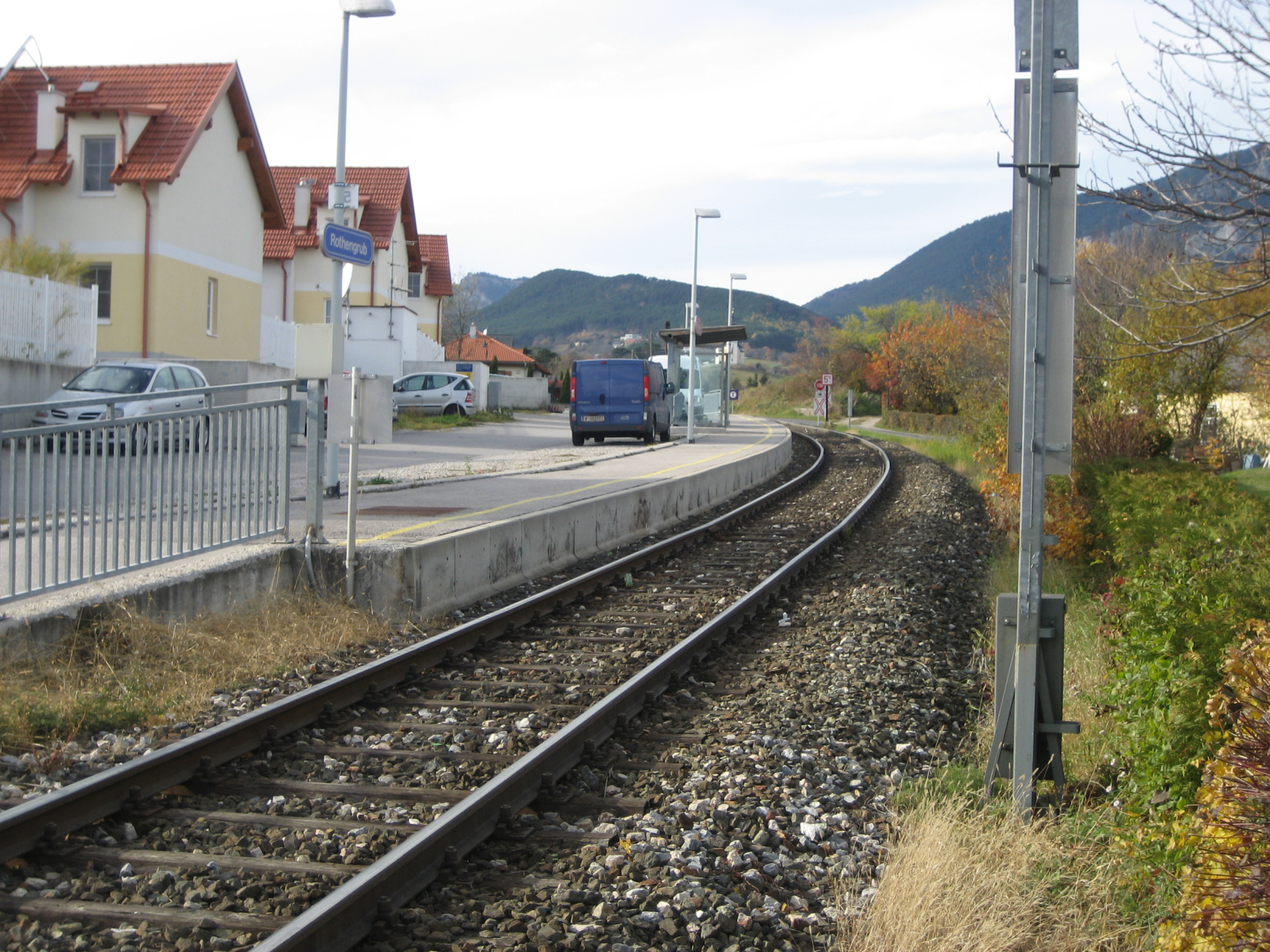
Haltestelle Rothengrub
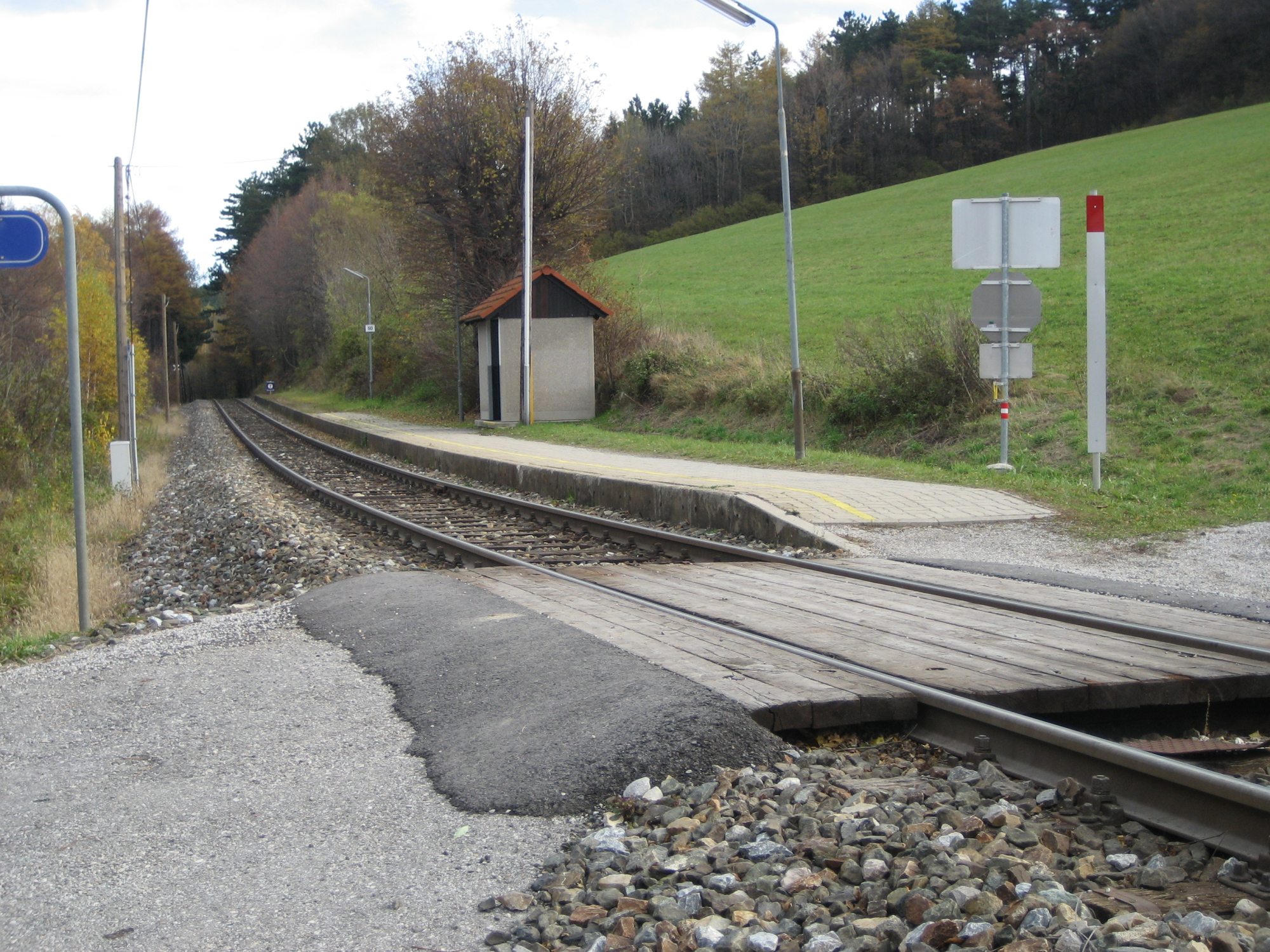
Haltestelle Unter Höflein
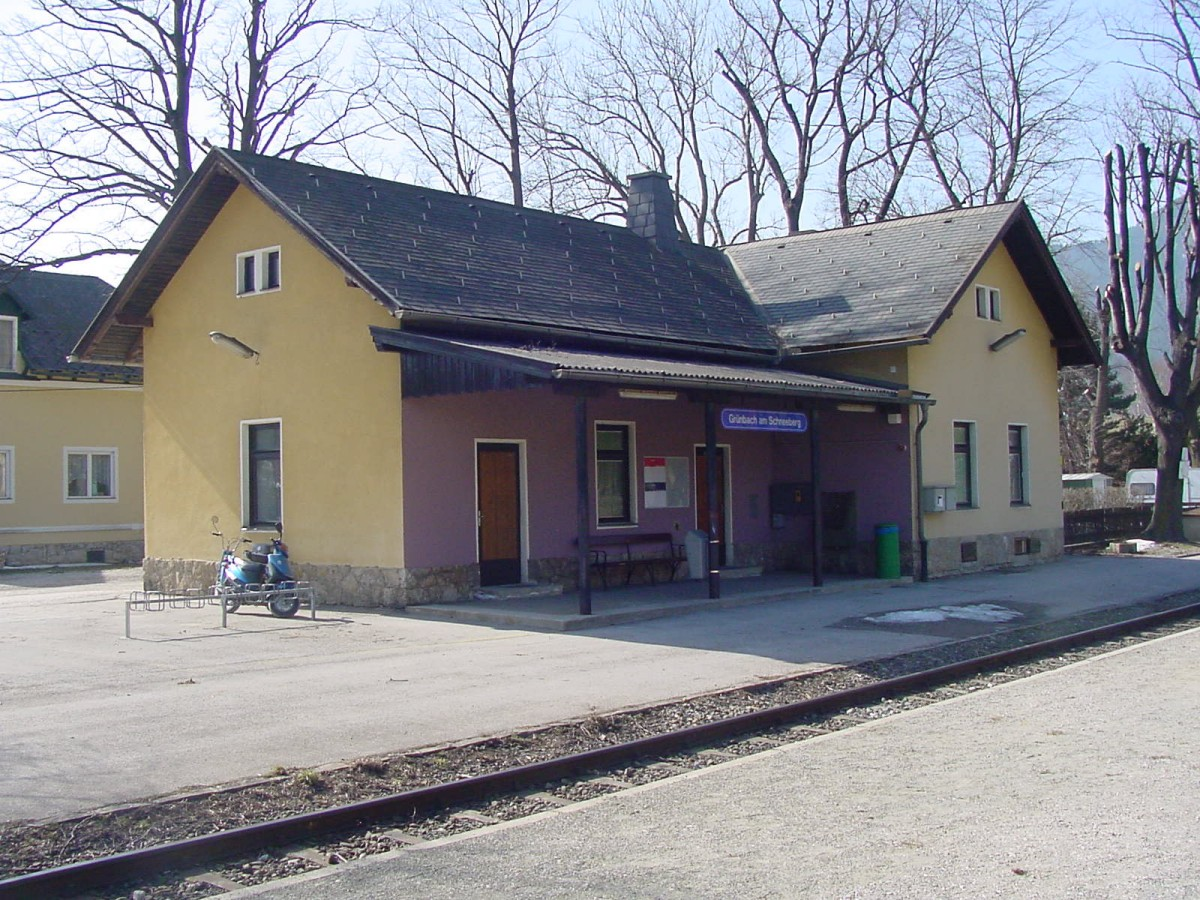
Bahnhof Grünbach am Schneeberg
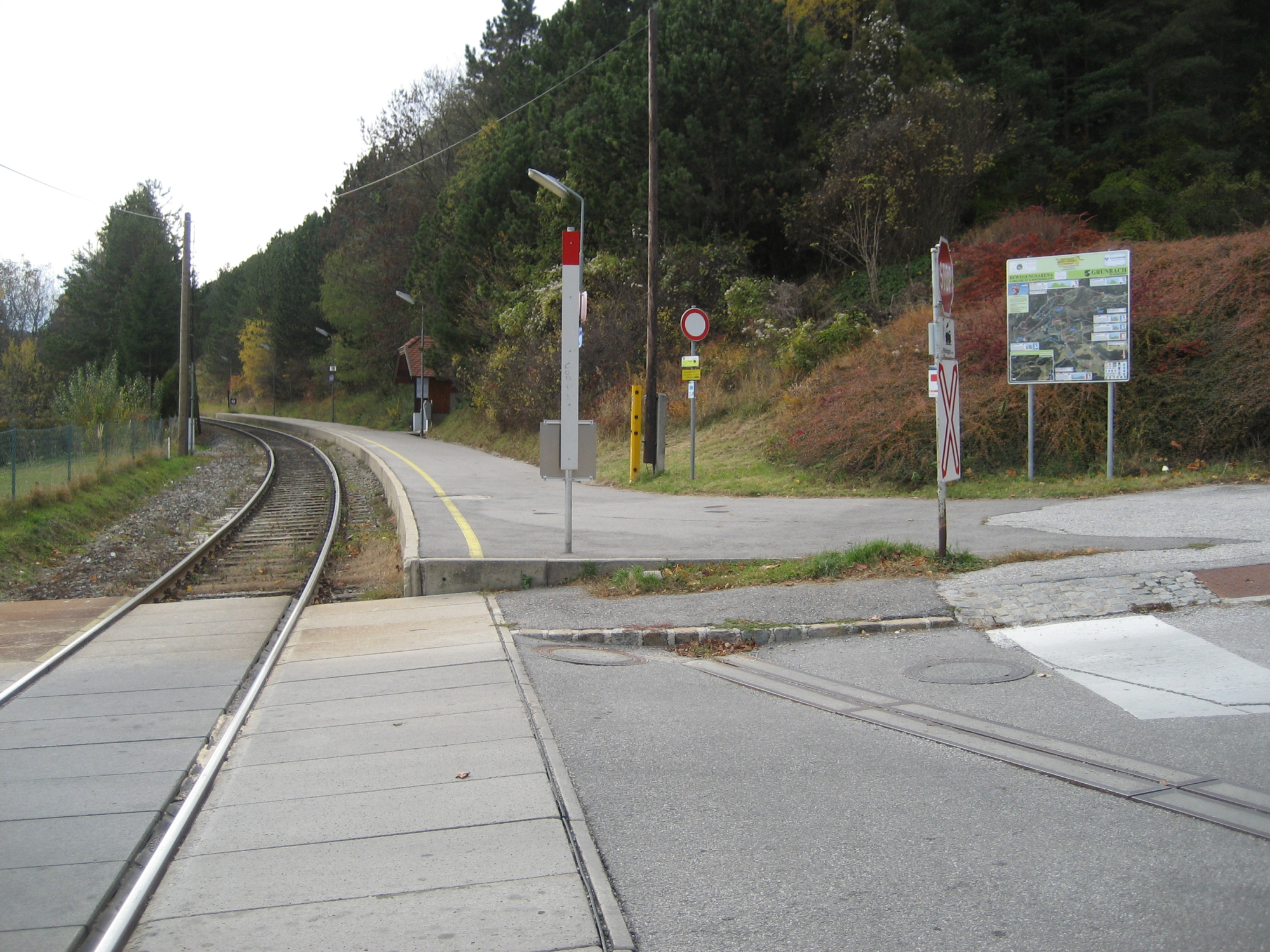
Haltestelle Grünbach Schule
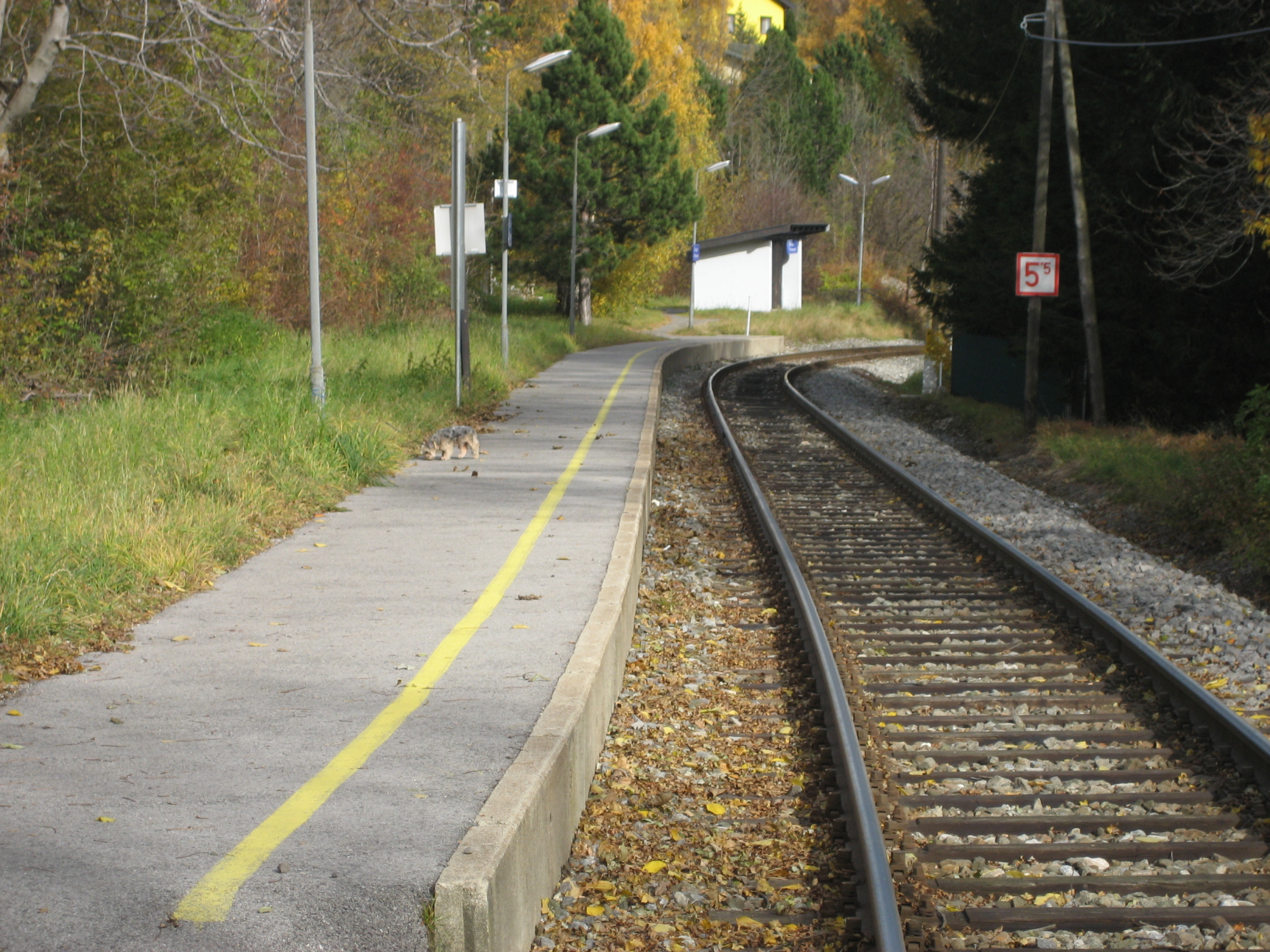
Haltestelle Grünbach Kohlenwerk
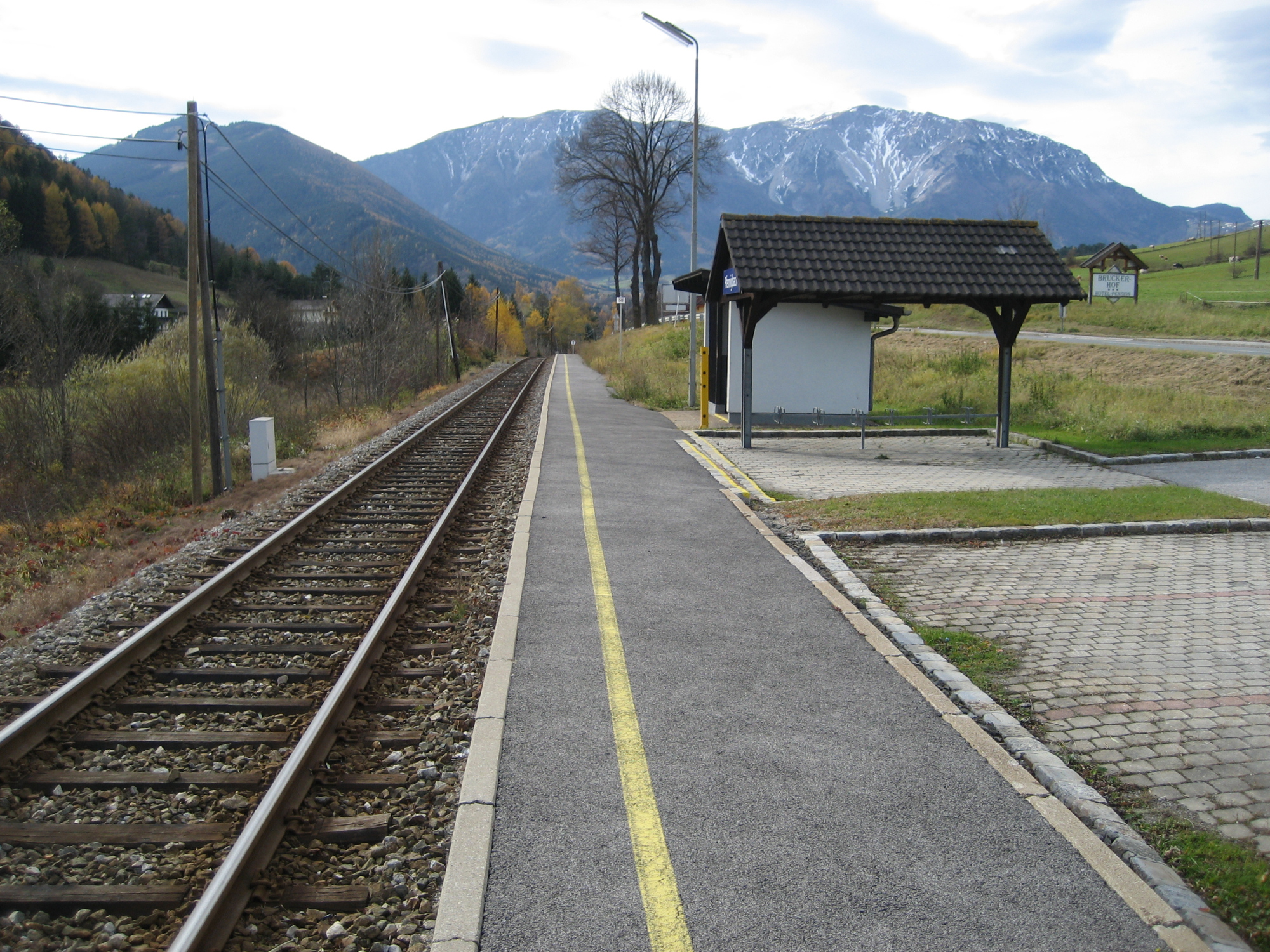
Haltestelle Pfennigbach
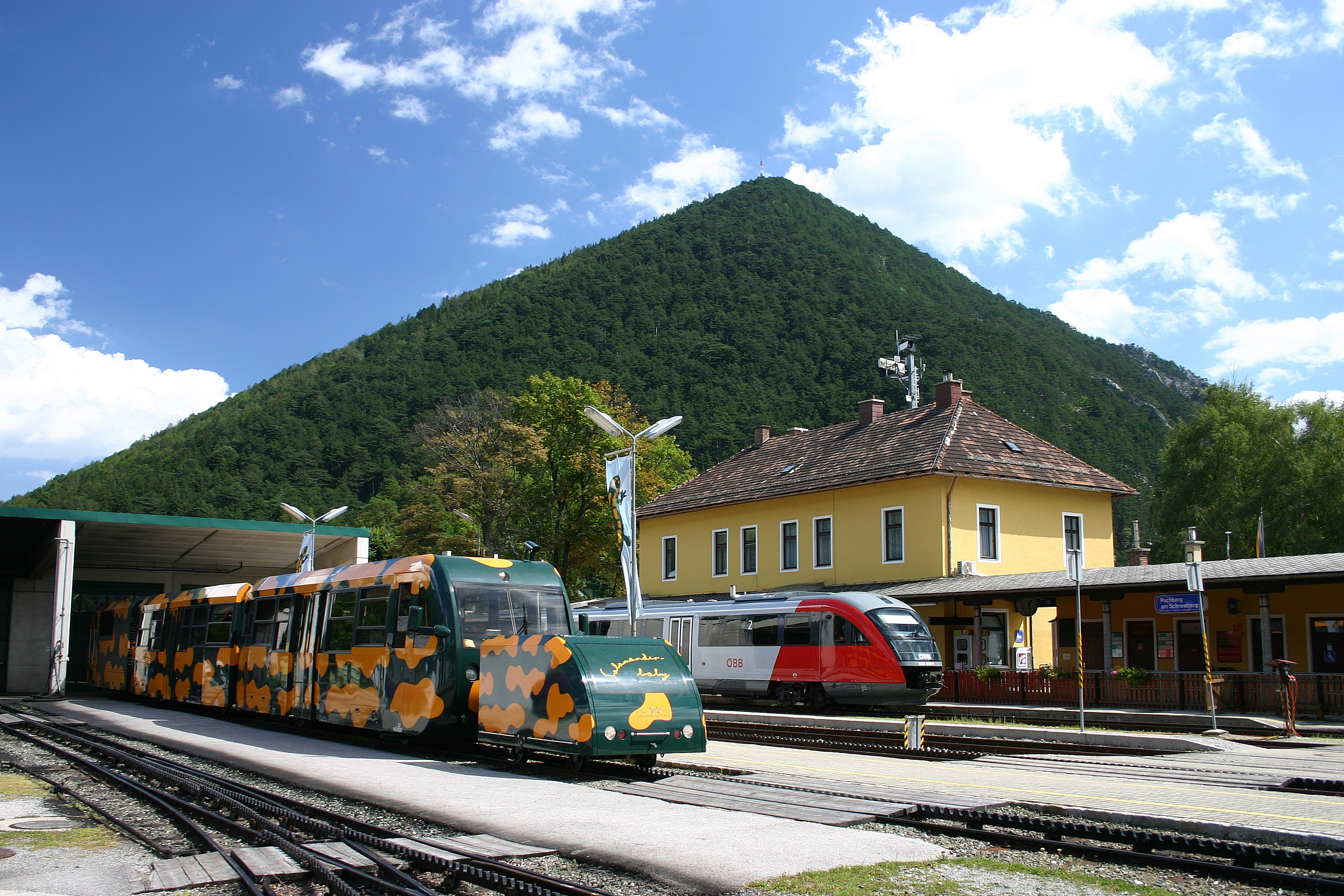
Bahnhof Puchberg am Schneeberg
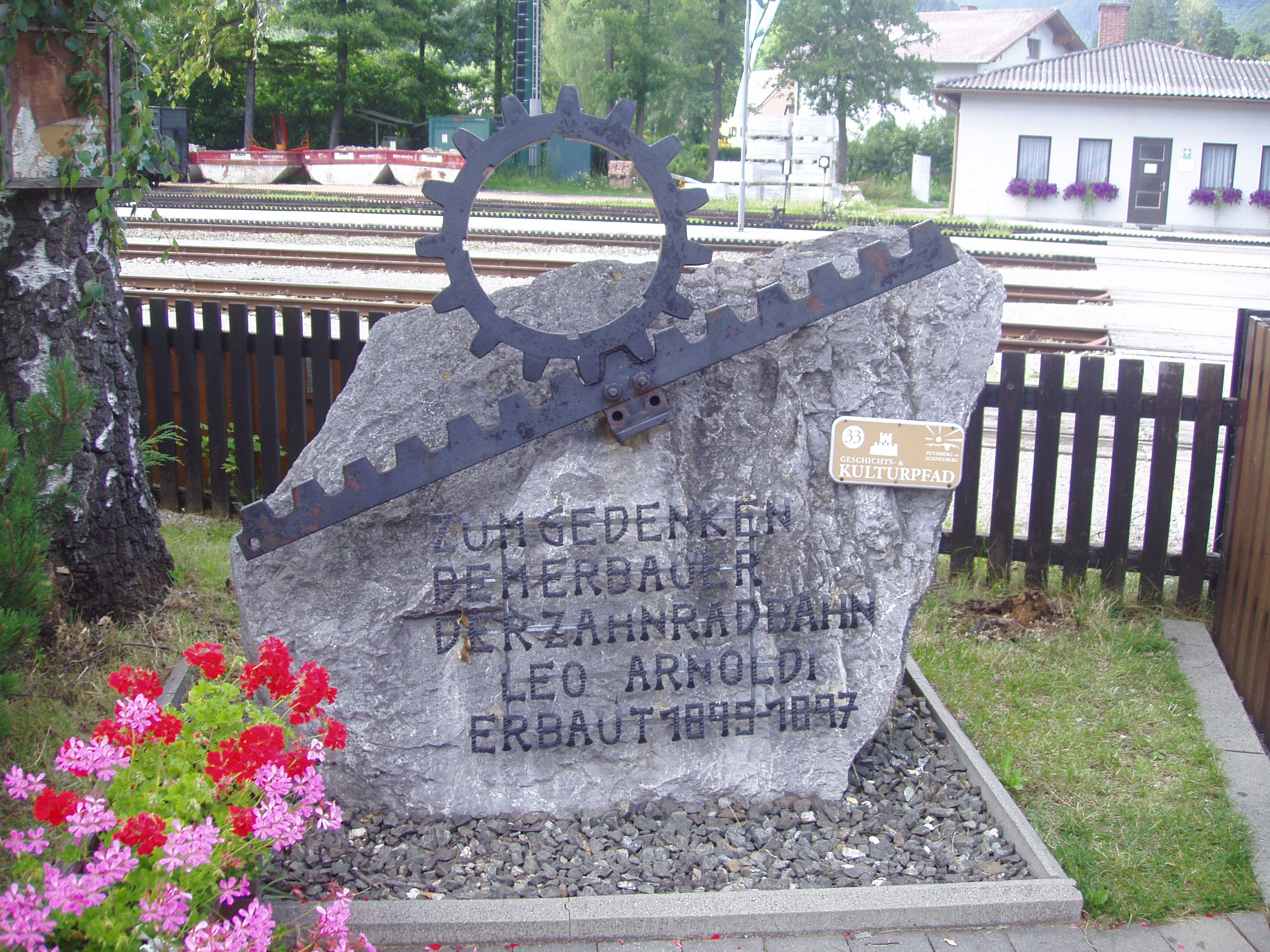
Leo-Arnoldi-Gedenkstein
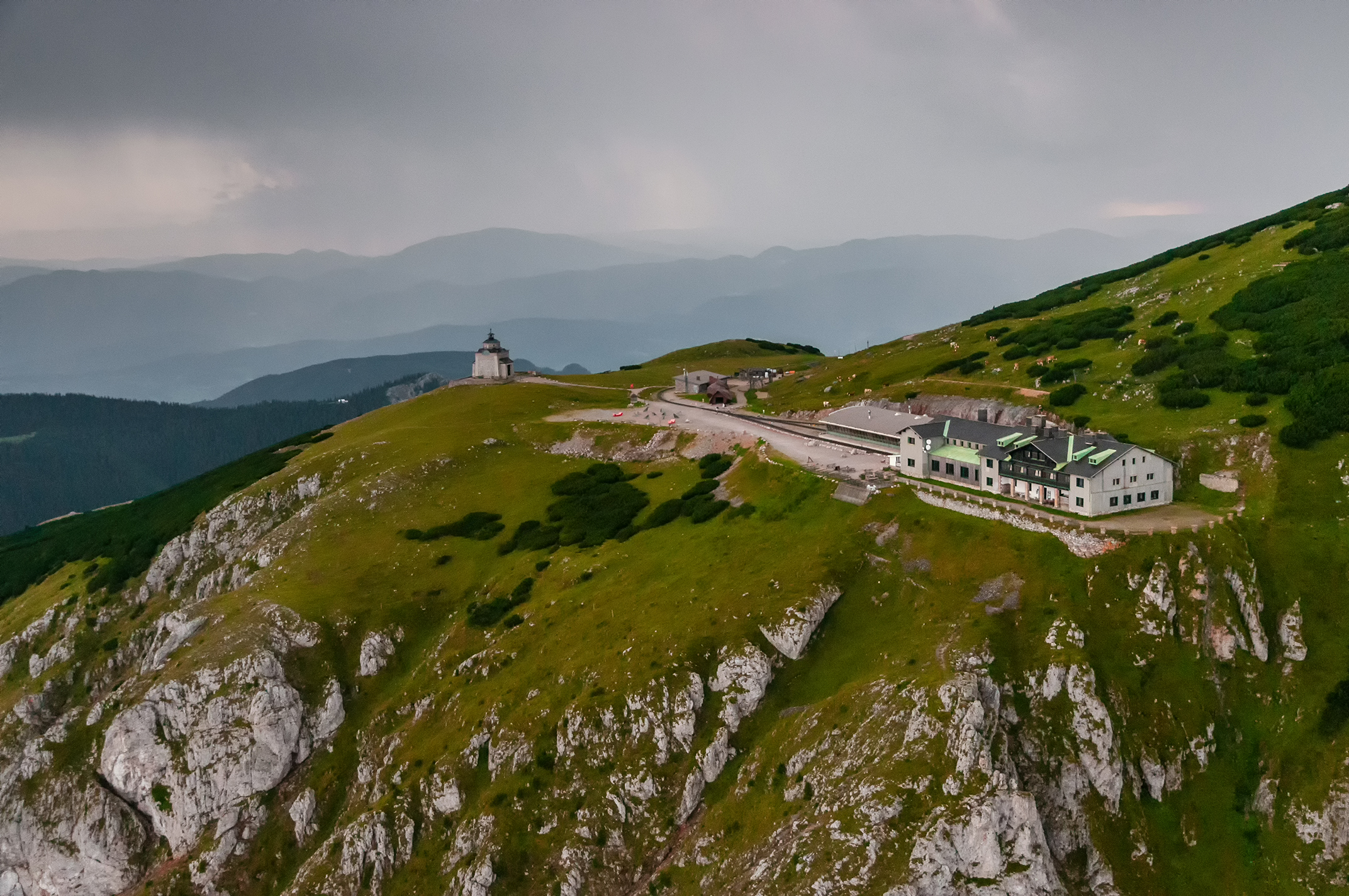
Bergstation Schneeberg